# Playoffs NBA 2018
Los Playoffs de la NBA de 2018 son el ciclo de cierre o eliminatorias de la temporada 2017-18 de la NBA. Los playoffs dieron comienzo el sábado 14 de abril y finalizaron con las Finales de la NBA de 2018 el 8 de junio. Los Golden State Warriors se proclamaron campeones, tras vencer a Cleveland Cavaliers (4-0).

## Formato
El formato de estos playoffs es el mismo utilizado desde hace cuatro años.
Los 30 equipos en el torneo norteamericano se distribuyen dividiéndose en 2 conferencias de 15 equipos cada una. Cada Conferencia está constituida por 3 Divisiones diferentes y, en cada una de ellas, están incluidos 5 equipos. La Conferencia Oeste incluye la División Pacífico, División Noroeste y la División Suroeste; la Conferencia Este está compuesta por la División Atlántico, División Central y División Sureste.
Una vez terminada la temporada regular, la clasificación para los playoffs se produce de la siguiente manera: Clasifican los 8 mejores equipos de cada conferencia. Se ordenan en orden descendente según la cantidad de victorias.
Una vez que se establecen los puestos definitivos para los playoffs, se realizan unas eliminatorias denominadas: 1.ª ronda, Semifinales y Final de Conferencia y los equipos que ganen sus eliminatorias se van clasificando de la siguiente forma:
|  | 1.ª ronda        | 1.ª ronda |  |  | Semifinales de Conferencia | Semifinales de Conferencia |  |  | Final de Conferencia | Final de Conferencia |
|  | 2-2-1-1-1        | 2-2-1-1-1 |  |  | 2-2-1-1-1                  | 2-2-1-1-1                  |  |  | 2-2-1-1-1            | 2-2-1-1-1            |
|  |                  |           |  |  |                            |                            |  |  |                      |                      |
|  |                  |           |  |  |                            |                            |  |  |                      |                      |
|  |                  |           |  |  |                            |                            |  |  |                      |                      |
|  | 1.er Clasificado |           |  |  |                            |                            |  |  |                      |                      |
|  |                  |           |  |  |                            |                            |  |  |                      |                      |
|  | 8.º Clasificado  |           |  |  |                            |                            |  |  |                      |                      |
|  |                  |           |  |  |                            |                            |  |  |                      |                      |
|  |                  |           |  |  |                            |                            |  |  |                      |                      |
|  |                  |           |  |  |                            |                            |  |  |                      |                      |
|  | 4.º Clasificado  |           |  |  |                            |                            |  |  |                      |                      |
|  |                  |           |  |  |                            |                            |  |  |                      |                      |
|  | 5.º Clasificado  |           |  |  |                            |                            |  |  |                      |                      |
|  |                  |           |  |  |                            |                            |  |  |                      |                      |
|  |                  |           |  |  |                            |                            |  |  |                      |                      |
|  |                  |           |  |  |                            |                            |  |  |                      |                      |
|  | 2.º Clasificado  |           |  |  |                            |                            |  |  |                      |                      |
|  |                  |           |  |  |                            |                            |  |  |                      |                      |
|  | 7.º Clasificado  |           |  |  |                            |                            |  |  |                      |                      |
|  |                  |           |  |  |                            |                            |  |  |                      |                      |
|  |                  |           |  |  |                            |                            |  |  |                      |                      |
|  |                  |           |  |  |                            |                            |  |  |                      |                      |
|  | 3.º Clasificado  |           |  |  |                            |                            |  |  |                      |                      |
|  |                  |           |  |  |                            |                            |  |  |                      |                      |
|  | 6.º Clasificado  |           |  |  |                            |                            |  |  |                      |                      |
|  |                  |           |  |  |                            |                            |  |  |                      |                      |

Las eliminatorias o series se juegan en un formato al mejor de 7 partidos, en el que se tiene que ganar 4 partidos para clasificarse para la siguiente ronda. El equipo que posea la ventaja de campo en cada eliminatoria disputará los partidos 1, 2, 5 y 7 como local, mientras que el resto de partidos se jugará en el pabellón del equipo contrario (Formato: 2-2-1-1-1). Se establece como equipo con ventaja de campo al que haya tenido mejor balance en liga entre los 2 contendientes de una eliminatoria. En el momento en que un equipo gana 4 partidos, se clasifica para la siguiente ronda de eliminatoria, sin jugar obligatoriamente los 7 partidos programados.

## Clasificación[1]

### Conferencia Este
| Puesto | Equipo              | Récord | Logros                      | Logros             | Logros                         | Logros                 |
| Puesto | Equipo              | Récord | Clasificación para Playoffs | Título de División | Mejor récord de la Conferencia | Mejor récord de la NBA |
| ------ | ------------------- | ------ | --------------------------- | ------------------ | ------------------------------ | ---------------------- |
| 1      | Toronto Raptors     | 59-23  | 7 de marzo                  | 6 de abril         | 6 de abril                     | —                      |
| 2      | Boston Celtics      | 55-27  | 8 de marzo                  | —                  | —                              | —                      |
| 3      | Philadelphia 76ers  | 52-30  | 26 de marzo                 | —                  | —                              | —                      |
| 4      | Cleveland Cavaliers | 50-32  | 22 de marzo                 | 9 de abril         | —                              | —                      |
| 5      | Indiana Pacers      | 48-34  | 26 de marzo                 | —                  | —                              | —                      |
| 6      | Miami Heat          | 44-38  | 5 de abril                  | 11 de abril        | —                              | —                      |
| 7      | Milwaukee Bucks     | 44-38  | 3 de abril                  | —                  | —                              | —                      |
| 8      | Washington Wizards  | 43-39  | 31 de marzo                 | —                  | —                              | —                      |

### Conferencia Oeste
| Puesto | Equipo                 | Récord | Logros                      | Logros             | Logros                         | Logros                 |
| Puesto | Equipo                 | Récord | Clasificación para Playoffs | Título de División | Mejor récord de la Conferencia | Mejor récord de la NBA |
| ------ | ---------------------- | ------ | --------------------------- | ------------------ | ------------------------------ | ---------------------- |
| 1      | Houston Rockets        | 65-17  | 12 de marzo                 | 15 de marzo        | 29 de marzo                    | 31 de marzo            |
| 2      | Golden State Warriors  | 58-24  | 15 de marzo                 | 15 de marzo        | —                              | —                      |
| 3      | Portland Trail Blazers | 49-33  | 8 de abril                  | 11 de abril        | —                              | —                      |
| 4      | Oklahoma City Thunder  | 48-34  | 9 de abril                  | —                  | —                              | —                      |
| 5      | Utah Jazz              | 48-34  | 9 de abril                  | —                  | —                              | —                      |
| 6      | New Orleans Pelicans   | 48-34  | 9 de abril                  | —                  | —                              | —                      |
| 7      | San Antonio Spurs      | 47-35  | 9 de abril                  | —                  | —                              | —                      |
| 8      | Minnesota Timberwolves | 47-35  | 11 de abril                 | —                  | —                              | —                      |

Notas

## Cuadro de enfrentamientos
|  | Primera ronda     | Primera ronda | Primera ronda |   |               | Semifinales de Conferencia | Semifinales de Conferencia | Semifinales de Conferencia |  |    | Finales de Conferencia | Finales de Conferencia | Finales de Conferencia |  |    | Finales de la NBA | Finales de la NBA | Finales de la NBA |
|  |                   |               |               |   |               |                            |                            |                            |  |    |                        |                        |                        |  |    |                   |                   |                   |
|  | E1                | Toronto       | 4             |   |               |                            |                            |                            |  |    |                        |                        |                        |  |    |                   |                   |                   |
|  | E8                | Washington    | 2             |   |               |                            |                            |                            |  |    |                        |                        |                        |  |    |                   |                   |                   |
|  | E8                | Washington    | 2             |   | E1            | Toronto                    | 0                          |                            |  |    |                        |                        |                        |  |    |                   |                   |                   |
|  |                   |               |               |   | E1            | Toronto                    | 0                          |                            |  |    |                        |                        |                        |  |    |                   |                   |                   |
|  |                   | E4            | Cleveland     | 4 |               |                            |                            |                            |  |    |                        |                        |                        |  |    |                   |                   |                   |
|  | E4                | E4            | Cleveland     | 4 | Cleveland     | 4                          |                            |                            |  |    |                        |                        |                        |  |    |                   |                   |                   |
|  | E4                |               |               |   | Cleveland     | 4                          |                            |                            |  |    |                        |                        |                        |  |    |                   |                   |                   |
|  | E5                | Indiana       | 3             |   |               |                            |                            |                            |  |    |                        |                        |                        |  |    |                   |                   |                   |
|  | E5                | Indiana       | 3             |   |               |                            |                            |                            |  | E4 | Cleveland              | 4                      |                        |  |    |                   |                   |                   |
|  | Conferencia Este  |               |               |   |               |                            |                            |                            |  | E4 | Cleveland              | 4                      |                        |  |    |                   |                   |                   |
|  |                   | E2            | Boston        | 3 |               |                            |                            |                            |  |    |                        |                        |                        |  |    |                   |                   |                   |
|  | E3                | E2            | Boston        | 3 | Philadelphia  | 4                          |                            |                            |  |    |                        |                        |                        |  |    |                   |                   |                   |
|  | E3                |               |               |   | Philadelphia  | 4                          |                            |                            |  |    |                        |                        |                        |  |    |                   |                   |                   |
|  | E6                | Miami         | 1             |   |               |                            |                            |                            |  |    |                        |                        |                        |  |    |                   |                   |                   |
|  | E6                | Miami         | 1             |   | E3            | Philadelphia               | 1                          |                            |  |    |                        |                        |                        |  |    |                   |                   |                   |
|  |                   |               |               |   | E3            | Philadelphia               | 1                          |                            |  |    |                        |                        |                        |  |    |                   |                   |                   |
|  |                   | E2            | Boston        | 4 |               |                            |                            |                            |  |    |                        |                        |                        |  |    |                   |                   |                   |
|  | E2                | E2            | Boston        | 4 | Boston        | 4                          |                            |                            |  |    |                        |                        |                        |  |    |                   |                   |                   |
|  | E2                |               |               |   | Boston        | 4                          |                            |                            |  |    |                        |                        |                        |  |    |                   |                   |                   |
|  | E7                | Milwaukee     | 3             |   |               |                            |                            |                            |  |    |                        |                        |                        |  |    |                   |                   |                   |
|  | E7                | Milwaukee     | 3             |   |               |                            |                            |                            |  |    |                        |                        |                        |  | E4 | Cleveland         | 0                 |                   |
|  |                   |               |               |   |               |                            |                            |                            |  |    |                        |                        |                        |  | E4 | Cleveland         | 0                 |                   |
|  |                   | O2            | Golden State  | 4 |               |                            |                            |                            |  |    |                        |                        |                        |  |    |                   |                   |                   |
|  | O1                | O2            | Golden State  | 4 | Houston       | 4                          |                            |                            |  |    |                        |                        |                        |  |    |                   |                   |                   |
|  | O1                |               |               |   | Houston       | 4                          |                            |                            |  |    |                        |                        |                        |  |    |                   |                   |                   |
|  | O8                | Minnesota     | 1             |   |               |                            |                            |                            |  |    |                        |                        |                        |  |    |                   |                   |                   |
|  | O8                | Minnesota     | 1             |   | O1            | Houston                    | 4                          |                            |  |    |                        |                        |                        |  |    |                   |                   |                   |
|  |                   |               |               |   | O1            | Houston                    | 4                          |                            |  |    |                        |                        |                        |  |    |                   |                   |                   |
|  |                   | O5            | Utah          | 1 |               |                            |                            |                            |  |    |                        |                        |                        |  |    |                   |                   |                   |
|  | O4                | O5            | Utah          | 1 | Oklahoma City | 2                          |                            |                            |  |    |                        |                        |                        |  |    |                   |                   |                   |
|  | O4                |               |               |   | Oklahoma City | 2                          |                            |                            |  |    |                        |                        |                        |  |    |                   |                   |                   |
|  | O5                | Utah          | 4             |   |               |                            |                            |                            |  |    |                        |                        |                        |  |    |                   |                   |                   |
|  | O5                | Utah          | 4             |   |               |                            |                            |                            |  | O1 | Houston                | 3                      |                        |  |    |                   |                   |                   |
|  | Conferencia Oeste |               |               |   |               |                            |                            |                            |  | O1 | Houston                | 3                      |                        |  |    |                   |                   |                   |
|  |                   | O2            | Golden State  | 4 |               |                            |                            |                            |  |    |                        |                        |                        |  |    |                   |                   |                   |
|  | O3                | O2            | Golden State  | 4 | Portland      | 0                          |                            |                            |  |    |                        |                        |                        |  |    |                   |                   |                   |
|  | O3                |               |               |   | Portland      | 0                          |                            |                            |  |    |                        |                        |                        |  |    |                   |                   |                   |
|  | O6                | New Orleans   | 4             |   |               |                            |                            |                            |  |    |                        |                        |                        |  |    |                   |                   |                   |
|  | O6                | New Orleans   | 4             |   | O6            | New Orleans                | 1                          |                            |  |    |                        |                        |                        |  |    |                   |                   |                   |
|  |                   |               |               |   | O6            | New Orleans                | 1                          |                            |  |    |                        |                        |                        |  |    |                   |                   |                   |
|  |                   | O2            | Golden State  | 4 |               |                            |                            |                            |  |    |                        |                        |                        |  |    |                   |                   |                   |
|  | O2                | O2            | Golden State  | 4 | Golden State  | 4                          |                            |                            |  |    |                        |                        |                        |  |    |                   |                   |                   |
|  | O2                |               |               |   | Golden State  | 4                          |                            |                            |  |    |                        |                        |                        |  |    |                   |                   |                   |
|  | O7                | San Antonio   | 1             |   |               |                            |                            |                            |  |    |                        |                        |                        |  |    |                   |                   |                   |

Negrita - Ganador de las series
cursiva - Equipo con ventaja de campo

## Conferencia Este

### Primera ronda

#### (1) Toronto Raptors vs. Washington Wizards (8)
| 14 de abril                  | Washington Wizards                                        | 106–114                               | Toronto Raptors                                         | |  |  |
| 5:30 PM                      | Parciales: 23–28, 36–27, 26–31, 21–28                     | Parciales: 23–28, 36–27, 26–31, 21–28 | Parciales: 23–28, 36–27, 26–31, 21–28                   | |  |  |
|                              | Estadísticas John Wall 23 Markieff Morris 11 John Wall 15 | Reporte Pts Reb Asts                  | Estadísticas Serge Ibaka 23 Serge Ibaka 12 Kyle Lowry 9 | Pabellón: Air Canada Centre, Toronto, Ontario Asistencia: 19 937 espectadores Árbitros: Scott Foster, Tony Brothers, Pat Fraher Televisión: ESPN |  |  |
| Toronto lidera la serie, 1–0 |                                                           |                                       |                                                         | |  |  |
|                              |                                                           |                                       |                                                         | |  |  |

| 17 de abril                  | Washington Wizards                                      | 119–130                               | Toronto Raptors                                                  | |  |  |
| 7:00 PM                      | Parciales: 27–44, 31–32, 32–24, 29–30                   | Parciales: 27–44, 31–32, 32–24, 29–30 | Parciales: 27–44, 31–32, 32–24, 29–30                            | |  |  |
|                              | Estadísticas John Wall 29 Kelly Oubre Jr. 5 John Wall 9 | Reporte Pts Reb Asts                  | Estadísticas DeMar DeRozan 37 Jonas Valančiūnas 14 Kyle Lowry 12 | Pabellón: Air Canada Centre, Toronto, Ontario Asistencia: 20 242 espectadores Árbitros: Mike Callahan, Courtney Kirkland, Tom Washington Televisión: NBA TV |  |  |
| Toronto lidera la serie, 2–0 |                                                         |                                       |                                                                  | |  |  |
|                              |                                                         |                                       |                                                                  | |  |  |

| 20 de abril                  | Toronto Raptors                                          | 103–122                               | Washington Wizards                                             | |  |  |
| 8:00 PM                      | Parciales: 29–30, 32–39, 21–32, 21–21                    | Parciales: 29–30, 32–39, 21–32, 21–21 | Parciales: 29–30, 32–39, 21–32, 21–21                          | |  |  |
|                              | Estadísticas DeMar DeRozan 23 Serge Ibaka 6 Kyle Lowry 8 | Reporte Pts Reb Asts                  | Estadísticas Beal, Wall 28 cada uno Otto Porter 8 John Wall 14 | Pabellón: Capital One Arena, Washington D. C. Asistencia: 20 356 espectadores Árbitros: Ken Mauer, James Williams, Gary Zielinski Televisión: ESPN2 |  |  |
| Toronto lidera la serie, 2–1 |                                                          |                                       |                                                                | |  |  |
|                              |                                                          |                                       |                                                                | |  |  |

| 22 de abril        | Toronto Raptors                                              | 98–106                                | Washington Wizards                                                | |  |  |
| 6:00 PM            | Parciales: 30–22, 21–18, 29–40, 18–26                        | Parciales: 30–22, 21–18, 29–40, 18–26 | Parciales: 30–22, 21–18, 29–40, 18–26                             | |  |  |
|                    | Estadísticas DeMar DeRozan 35 Serge Ibaka 10 DeMar DeRozan 6 | Reporte Pts Reb Asts                  | Estadísticas Beal 31 Gortat, Porter, Wall 6 cada uno John Wall 14 | Pabellón: Capital One Arena, Washington D. C. Asistencia: 20 356 espectadores Árbitros: Derrick Stafford, Derrick Collins, Josh Tiven Televisión: TNT |  |  |
| Serie empatada 2–2 |                                                              |                                       |                                                                   | |  |  |
|                    |                                                              |                                       |                                                                   | |  |  |

| 25 de abril                  | Washington Wizards                                     | 98–108                                | Toronto Raptors                                                  | |  |  |
| 7:00 PM                      | Parciales: 24–23, 23–25, 31–31, 10–29                  | Parciales: 24–23, 23–25, 31–31, 10–29 | Parciales: 24–23, 23–25, 31–31, 10–29                            | |  |  |
|                              | Estadísticas John Wall 26 Marcin Gortat 12 John Wall 9 | Reporte Pts Reb Asts                  | Estadísticas DeMar DeRozan 32 Jonas Valančiūnas 13 Kyle Lowry 10 | Pabellón: Air Canada Centre, Toronto, Ontario Asistencia: 19 987 espectadores Árbitros: Marc Davis, Mark Ayotte, John Goble Televisión: NBA TV |  |  |
| Toronto lidera la serie, 3–2 |                                                        |                                       |                                                                  | |  |  |
|                              |                                                        |                                       |                                                                  | |  |  |

| 27 de abril                | Toronto Raptors                                              | 102–92                                | Washington Wizards                                          | |  |  |
| 7:00 PM                    | Parciales: 20–30, 30–23, 23–25, 29–14                        | Parciales: 20–30, 30–23, 23–25, 29–14 | Parciales: 20–30, 30–23, 23–25, 29–14                       | |  |  |
|                            | Estadísticas Kyle Lowry 24 Jonas Valančiūnas 12 Kyle Lowry 6 | Reporte Pts Reb Asts                  | Estadísticas Bradley Beal 32 Markieff Morris 15 John Wall 8 | Pabellón: Capital One Arena, Washington D. C. Asistencia: 20 356 espectadores Árbitros: James Capers, Sean Corbin, Zach Zarba Televisión: NBA TV |  |  |
| Toronto gana la serie, 4–2 |                                                              |                                       |                                                             | |  |  |
|                            |                                                              |                                       |                                                             | |  |  |

| 5 de noviembre de 2017 | Washington Wizards | 107–96  | Toronto Raptors |                                               |  |
|                        |                    |         |                 |                                               |  |
|                        |                    | Reporte |                 | Pabellón: Air Canada Centre, Toronto, Ontario |  |

| 5 de noviembre de 2017 | Washington Wizards | 91–100  | Toronto Raptors |                                               |  |
|                        |                    |         |                 |                                               |  |
|                        |                    | Reporte |                 | Pabellón: Air Canada Centre, Toronto, Ontario |  |

| 11 de febrero de 2018 | Toronto Raptors | 119–122 | Washington Wizards |                                               |  |
|                       |                 |         |                    |                                               |  |
|                       |                 | Reporte |                    | Pabellón: Capital One Arena, Washington D. C. |  |

| 2 de marzo de 2018 | Toronto Raptors | 102–95  | Washington Wizards |                                               |  |
|                    |                 |         |                    |                                               |  |
|                    |                 | Reporte |                    | Pabellón: Capital One Arena, Washington D. C. |  |

Esta es la segunda ocasión que se enfrentan ambos equipos en playoffs, siendo los Wizards los ganadores en la primera ocasión.
| \| 2015 \| Toronto Raptors \| 0–4 \| Washington Wizards \| \| \| \| \| \| \| \| \| \| \| \| \| Pabellón: 1.ª ronda Conferencia Este 2015 \| |                 |     |                    |                                           |
| 2015 | Toronto Raptors | 0–4 | Washington Wizards |                                           |
| |                 |     |                    |                                           |
| |                 |     |                    | Pabellón: 1.ª ronda Conferencia Este 2015 |

#### (2) Boston Celtics vs. Milwaukee Bucks (7)
| 15 de abril                 | Milwaukee Bucks                                                                        | 107–113                                            | Boston Celtics                                                     | |  |  |
| 1:00 PM                     | Parciales: 17–29, 30–15, 19–26, 33–29 (T.E.: 8–14)                                     | Parciales: 17–29, 30–15, 19–26, 33–29 (T.E.: 8–14) | Parciales: 17–29, 30–15, 19–26, 33–29 (T.E.: 8–14)                 | |  |  |
|                             | Estadísticas Giannis Antetokounmpo 35 Giannis Antetokounmpo 13 Giannis Antetokounmpo 7 | Reporte Pts Reb Asts                               | Estadísticas Al Horford 24 Al Horford 12 tres jugadores 4 cada uno | Pabellón: TD Garden, Boston, Massachusetts Asistencia: 18 624 espectadores Árbitros: Mike Callahan, Brian Forte, Jason Phillips Televisión: TNT |  |  |
| Boston lidera la serie, 1–0 |                                                                                        |                                                    |                                                                    | |  |  |
|                             |                                                                                        |                                                    |                                                                    | |  |  |

| 17 de abril                 | Milwaukee Bucks                                                                       | 106–120                               | Boston Celtics                                             | |  |  |
| 8:00 PM                     | Parciales: 22–33, 29–27, 24–30, 31–30                                                 | Parciales: 22–33, 29–27, 24–30, 31–30 | Parciales: 22–33, 29–27, 24–30, 31–30                      | |  |  |
|                             | Estadísticas Giannis Antetokounmpo 30 Giannis Antetokounmpo 9 Giannis Antetokounmpo 8 | Reporte Pts Reb Asts                  | Estadísticas Jaylen Brown 30 Jayson Tatum 7 Terry Rozier 8 | Pabellón: TD Garden, Boston, Massachusetts Asistencia: 18 624 espectadores Árbitros: Marc Davis, Mark Ayotte, Sean Wright Televisión: TNT |  |  |
| Boston lidera la serie, 2–0 |                                                                                       |                                       |                                                            | |  |  |
|                             |                                                                                       |                                       |                                                            | |  |  |

| 20 de abril                 | Boston Celtics                                           | 92–116                                | Milwaukee Bucks                                                     | |  |  |
| 9:30 PM                     | Parciales: 12–27, 23–31, 32–27, 25–31                    | Parciales: 12–27, 23–31, 32–27, 25–31 | Parciales: 12–27, 23–31, 32–27, 25–31                               | |  |  |
|                             | Estadísticas Al Horford 16 Greg Monroe 12 Terry Rozier 9 | Reporte Pts Reb Asts                  | Estadísticas Khris Middleton 23 Khris Middleton 8 Khris Middleton 7 | Pabellón: Bradley Center, Milwaukee, Wisconsin Asistencia: 18 717 espectadores Árbitros: Scott Foster, Sean Corbin, Courtney Kirkland Televisión: ESPN |  |  |
| Boston lidera la serie, 2–1 |                                                          |                                       |                                                                     | |  |  |
|                             |                                                          |                                       |                                                                     | |  |  |

| 22 de abril         | Boston Celtics                                             | 102–104                               | Milwaukee Bucks                                                                                          | |  |  |
| 1:00 PM             | Parciales: 17–24, 18–27, 32–24, 35–29                      | Parciales: 17–24, 18–27, 32–24, 35–29 | Parciales: 17–24, 18–27, 32–24, 35–29                                                                    | |  |  |
|                     | Estadísticas Jaylen Brown 34 Aron Baynes 11 Terry Rozier 8 | Reporte Pts Reb Asts                  | Estadísticas Giannis Antetokounmpo 27 Antetokounmpo, Parker 7 cada uno Antetokounmpo, Bledsoe 5 cada uno | Pabellón: Bradley Center, Milwaukee, Wisconsin Asistencia: 18 717 espectadores Árbitros: Ed Malloy, Brent Barnaky, Tom Washington Televisión: ABC |  |  |
| Serie empatada, 2–2 |                                                            |                                       | | |  |  |
|                     |                                                            |                                       | | |  |  |

| 24 de abril                 | Milwaukee Bucks                                                                  | 87–92                                 | Boston Celtics                                          | |  |  |
| 7:00 PM                     | Parciales: 15–23, 22–25, 24–24, 26–20                                            | Parciales: 15–23, 22–25, 24–24, 26–20 | Parciales: 15–23, 22–25, 24–24, 26–20                   | |  |  |
|                             | Estadísticas Khris Middleton 23 Giannis Antetokounmpo 10 Giannis Antetokounmpo 9 | Reporte Pts Reb Asts                  | Estadísticas Al Horford 22 Al Horford 14 Terry Rozier 5 | Pabellón: TD Garden, Boston, Massachusetts Asistencia: 18 624 espectadores Árbitros: Ken Mauer, Pat Fraher, James Williams Televisión: NBA TV |  |  |
| Boston lidera la serie, 3–2 |                                                                                  |                                       |                                                         | |  |  |
|                             |                                                                                  |                                       |                                                         | |  |  |

| 26 de abril         | Boston Celtics                                            | 86–97                                 | Milwaukee Bucks                                                                      | |  |  |
| 8:00 PM             | Parciales: 24–22, 15–26, 26–26, 21–23                     | Parciales: 24–22, 15–26, 26–26, 21–23 | Parciales: 24–22, 15–26, 26–26, 21–23                                                | |  |  |
|                     | Estadísticas Jayson Tatum 22 Al Horford 10 Terry Rozier 5 | Reporte Pts Reb Asts                  | Estadísticas Giannis Antetokounmpo 31 Giannis Antetokounmpo 14 Matthew Dellavedova 6 | Pabellón: Bradley Center, Milwaukee, Wisconsin Asistencia: 18 717 espectadores Árbitros: Mike Callahan, Tony Brothers, David Guthrie Televisión: TNT |  |  |
| Serie empatada, 3–3 |                                                           |                                       |                                                                                      | |  |  |
|                     |                                                           |                                       |                                                                                      | |  |  |

| 28 de abril               | Milwaukee Bucks                                                                 | 96–112                                | Boston Celtics                                                       | |  |  |
| 8:00 PM                   | Parciales: 17–30, 25–20, 25–31, 29–31                                           | Parciales: 17–30, 25–20, 25–31, 29–31 | Parciales: 17–30, 25–20, 25–31, 29–31                                | |  |  |
|                           | Estadísticas Khris Middleton 32 Giannis Antetokounmpo 9 Giannis Antetokounmpo 5 | Reporte Pts Reb Asts                  | Estadísticas Horford, Rozier 26 cada uno Al Horford 8 Terry Rozier 9 | Pabellón: TD Garden, Boston, Massachusetts Asistencia: 18 624 espectadores Árbitros: Derrick Stafford, John Goble, Josh Tiven Televisión: TNT |  |  |
| Boston gana la serie, 4–3 |                                                                                 |                                       |                                                                      | |  |  |
|                           |                                                                                 |                                       |                                                                      | |  |  |

| 18 de octubre de 2017 | Milwaukee Bucks | 108–100 | Boston Celtics |                                            |  |
|                       |                 |         |                |                                            |  |
|                       |                 | Reporte |                | Pabellón: TD Garden, Boston, Massachusetts |  |

| 26 de octubre de 2017 | Boston Celtics | 96–89   | Milwaukee Bucks |                                                |  |
|                       |                |         |                 |                                                |  |
|                       |                | Reporte |                 | Pabellón: Bradley Center, Milwaukee, Wisconsin |  |

| 4 de diciembre de 2017 | Milwaukee Bucks | 100–111 | Boston Celtics |                                            |  |
|                        |                 |         |                |                                            |  |
|                        |                 | Reporte |                | Pabellón: TD Garden, Boston, Massachusetts |  |

| 3 de abril de 2018 | Boston Celtics | 102–106 | Milwaukee Bucks |                                                |  |
|                    |                |         |                 |                                                |  |
|                    |                | Reporte |                 | Pabellón: Bradley Center, Milwaukee, Wisconsin |  |

Esta es la sexta vez que se enfrentan ambos equipos en playoffs, siendo los Celtics los ganadores en cuatro de las cinco ocasiones anteriores.
| 1974 | Boston Celtics | 4–3 | Milwaukee Bucks |                                     |
|      |                |     |                 |                                     |
|      |                |     |                 | Pabellón: Finales de la NBA de 1974 |

| 1983 | Boston Celtics | 0–4 | Milwaukee Bucks |                                             |
|      |                |     |                 |                                             |
|      |                |     |                 | Pabellón: Semifinales Conferencia Este 1983 |

| 1984 | Boston Celtics | 4–1 | Milwaukee Bucks |                                         |
|      |                |     |                 |                                         |
|      |                |     |                 | Pabellón: Finales Conferencia Este 1984 |

| 1986 | Boston Celtics | 4–0 | Milwaukee Bucks |                                         |
|      |                |     |                 |                                         |
|      |                |     |                 | Pabellón: Finales Conferencia Este 1986 |

| 1987 | Boston Celtics | 4–3 | Milwaukee Bucks |                                             |
|      |                |     |                 |                                             |
|      |                |     |                 | Pabellón: Semifinales Conferencia Este 1987 |

#### (3) Philadelphia 76ers vs. Miami Heat (6)
| 14 de abril                       | Miami Heat                                                         | 103–130                               | Philadelphia 76ers                                            | |  |  |
| 8:00 PM                           | Parciales: 35–29, 25–27, 18–34, 25–40                              | Parciales: 35–29, 25–27, 18–34, 25–40 | Parciales: 35–29, 25–27, 18–34, 25–40                         | |  |  |
|                                   | Estadísticas Kelly Olynyk 26 Olynyk, Winslow 7 each Kelly Olynyk 5 | Reporte Pts Reb Asts                  | Estadísticas J. J. Redick 28 Ersan Ilyasova 14 Ben Simmons 14 | Pabellón: Wells Fargo Center, Filadelfia, Pensilvania Asistencia: 20 617 espectadores Árbitros: Marc Davis, Bill Kennedy, Bill Spooner Televisión: ESPN |  |  |
| Philadelphia lidera la serie, 1–0 |                                                                    |                                       |                                                               | |  |  |
|                                   |                                                                    |                                       |                                                               | |  |  |

| 16 de abril         | Miami Heat                                                          | 113–103                               | Philadelphia 76ers                                          | |  |  |
| 8:00 PM             | Parciales: 22–29, 34–13, 30–33, 27–28                               | Parciales: 22–29, 34–13, 30–33, 27–28 | Parciales: 22–29, 34–13, 30–33, 27–28                       | |  |  |
|                     | Estadísticas Dwyane Wade 28 Johnson, Wade 7 cada uno Kelly Olynyk 6 | Reporte Pts Reb Asts                  | Estadísticas Ben Simmons 24 Ersan Ilyasova 11 Ben Simmons 8 | Pabellón: Wells Fargo Center, Filadelfia, Pensilvania Asistencia: 20 753 espectadores Árbitros: Scott Foster, Tony Brothers, Karl Lane Televisión: TNT |  |  |
| Serie empatada, 1–1 |                                                                     |                                       |                                                             | |  |  |
|                     |                                                                     |                                       |                                                             | |  |  |

| 19 de abril                       | Philadelphia 76ers                                       | 128–108                               | Miami Heat                                                     | |  |  |
| 7:00 PM                           | Parciales: 37–33, 26–31, 33–30, 32–14                    | Parciales: 37–33, 26–31, 33–30, 32–14 | Parciales: 37–33, 26–31, 33–30, 32–14                          | |  |  |
|                                   | Estadísticas Joel Embiid 23 Ben Simmons 12 Ben Simmons 7 | Reporte Pts Reb Asts                  | Estadísticas Goran Dragić 23 Justise Winslow 10 Goran Dragić 8 | Pabellón: American Airlines Arena, Miami, Florida Asistencia: 19 812 espectadores Árbitros: James Capers, Tony Brown, Kane Fitzgerald Televisión: TNT |  |  |
| Philadelphia lidera la serie, 2–1 |                                                          |                                       |                                                                | |  |  |
|                                   |                                                          |                                       |                                                                | |  |  |

| 21 de abril                       | Philadelphia 76ers                                         | 106–102                               | Miami Heat                                                        | |  |  |
| 2:30 PM                           | Parciales: 26–26, 30–35, 23–22, 27–19                      | Parciales: 26–26, 30–35, 23–22, 27–19 | Parciales: 26–26, 30–35, 23–22, 27–19                             | |  |  |
|                                   | Estadísticas J. J. Redick 24 Ben Simmons 13 Ben Simmons 10 | Reporte Pts Reb Asts                  | Estadísticas Dwyane Wade 25 Hassan Whiteside 13 Josh Richardson 7 | Pabellón: American Airlines Arena, Miami, Florida Asistencia: 19 804 espectadores Árbitros: Mike Callahan, Jason Phillips, Kevin Scott Televisión: TNT |  |  |
| Philadelphia lidera la serie, 3–1 |                                                            |                                       |                                                                   | |  |  |
|                                   |                                                            |                                       |                                                                   | |  |  |

| 24 de abril                     | Miami Heat                                                 | 91–104                                | Philadelphia 76ers                                        | |  |  |
| 8:00 PM                         | Parciales: 21–23, 25–23, 20–34, 25–24                      | Parciales: 21–23, 25–23, 20–34, 25–24 | Parciales: 21–23, 25–23, 20–34, 25–24                     | |  |  |
|                                 | Estadísticas Kelly Olynyk 18 Kelly Olynyk 8 Kelly Olynyk 6 | Reporte Pts Reb Asts                  | Estadísticas J. J. Redick 27 Joel Embiid 12 Ben Simmons 6 | Pabellón: Wells Fargo Center, Philadelphia, Pennsylvania Asistencia: 21 171 espectadores Árbitros: Derrick Stafford, Eric Lewis, Josh Tiven Televisión: TNT |  |  |
| Philadelphia gana la serie, 4–1 |                                                            |                                       |                                                           | |  |  |
|                                 |                                                            |                                       |                                                           | |  |  |

| 2 de febrero de 2018 | Miami Heat | 97–103  | Philadelphia 76ers |                                                       |  |
|                      |            |         |                    |                                                       |  |
|                      |            | Reporte |                    | Pabellón: Wells Fargo Center, Filadelfia, Pensilvania |  |

| 14 de febrero de 2018 | Miami Heat | 102–104 | Philadelphia 76ers |                                                       |  |
|                       |            |         |                    |                                                       |  |
|                       |            | Reporte |                    | Pabellón: Wells Fargo Center, Filadelfia, Pensilvania |  |

| 27 de febrero de 2018 | Philadelphia 76ers | 101–102 | Miami Heat |                                                   |  |
|                       |                    |         |            |                                                   |  |
|                       |                    | Reporte |            | Pabellón: American Airlines Arena, Miami, Florida |  |

| 8 de marzo de 2018 | Philadelphia 76ers | 99–108  | Miami Heat |                                                   |  |
|                    |                    |         |            |                                                   |  |
|                    |                    | Reporte |            | Pabellón: American Airlines Arena, Miami, Florida |  |

Es la segunda ocasión en que se enfrentan ambos equipos en playoffs. En la primera se impusieron los Heat.
| \| 2011 \| Philadelphia 76ers \| 1–4 \| Miami Heat \| \| \| \| \| \| \| \| \| \| \| \| \| Pabellón: 1.ª ronda Conferencia Este 2011 \| |                    |     |            |                                           |
| 2011 | Philadelphia 76ers | 1–4 | Miami Heat |                                           |
| |                    |     |            |                                           |
| |                    |     |            | Pabellón: 1.ª ronda Conferencia Este 2011 |

#### (4) Cleveland Cavaliers vs. Indiana Pacers (5)
| 15 de abril                  | Indiana Pacers                                                  | 98–80                                 | Cleveland Cavaliers                                        | |  |  |
| 3:30 PM                      | Parciales: 33–14, 22–24, 18–27, 25–15                           | Parciales: 33–14, 22–24, 18–27, 25–15 | Parciales: 33–14, 22–24, 18–27, 25–15                      | |  |  |
|                              | Estadísticas Victor Oladipo 32 Myles Turner 8 Darren Collison 6 | Reporte Pts Reb Asts                  | Estadísticas LeBron James 24 Kevin Love 17 LeBron James 12 | Pabellón: Quicken Loans Arena, Cleveland, Ohio Asistencia: 20 562 espectadores Árbitros: Zach Zarba, Bennie Adams, John Goble Televisión: ABC |  |  |
| Indiana lidera la serie, 1–0 |                                                                 |                                       |                                                            | |  |  |
|                              |                                                                 |                                       |                                                            | |  |  |

| 18 de abril         | Indiana Pacers                                                               | 97–100                                | Cleveland Cavaliers                                         | |  |  |
| 7:00 PM             | Parciales: 18–33, 28–25, 21–16, 30–26                                        | Parciales: 18–33, 28–25, 21–16, 30–26 | Parciales: 18–33, 28–25, 21–16, 30–26                       | |  |  |
|                     | Estadísticas Victor Oladipo 22 Thaddeus Young 6 Collison, Oladipo 6 cada uno | Reporte Pts Reb Asts                  | Estadísticas LeBron James 46 LeBron James 12 LeBron James 5 | Pabellón: Quicken Loans Arena, Cleveland, Ohio Asistencia: 20 562 espectadores Árbitros: Ed Malloy, David Guthrie, Eric Lewis Televisión: TNT |  |  |
| Serie empatada, 1–1 |                                                                              |                                       |                                                             | |  |  |
|                     |                                                                              |                                       |                                                             | |  |  |

| 20 de abril                  | Cleveland Cavaliers                                         | 90–92                                 | Indiana Pacers                                                    | |  |  |
| 7:00 PM                      | Parciales: 31–20, 26–20, 12–23, 21–29                       | Parciales: 31–20, 26–20, 12–23, 21–29 | Parciales: 31–20, 26–20, 12–23, 21–29                             | |  |  |
|                              | Estadísticas LeBron James 28 LeBron James 12 LeBron James 8 | Reporte Pts Reb Asts                  | Estadísticas Bojan Bogdanović 30 Myles Turner 10 Victor Oladipo 7 | Pabellón: Bankers Life Fieldhouse, Indianápolis, Indiana Asistencia: 17 923 espectadores Árbitros: Derrick Stafford, Derrick Collins, Josh Tiven Televisión: ESPN |  |  |
| Indiana lidera la serie, 2–1 |                                                             |                                       |                                                                   | |  |  |
|                              |                                                             |                                       |                                                                   | |  |  |

| 22 de abril        | Cleveland Cavaliers                                         | 104–100                               | Indiana Pacers                                                       | |  |  |
| 8:30 PM            | Parciales: 30–24, 30–26, 20–28, 24–22                       | Parciales: 30–24, 30–26, 20–28, 24–22 | Parciales: 30–24, 30–26, 20–28, 24–22                                | |  |  |
|                    | Estadísticas LeBron James 32 LeBron James 13 LeBron James 7 | Reporte Pts Reb Asts                  | Estadísticas Domantas Sabonis 19 Thaddeus Young 16 Darren Collison 8 | Pabellón: Bankers Life Fieldhouse, Indianápolis, Indiana Asistencia: 17 923 espectadores Árbitros: Ken Mauer, Pat Fraher, Rodney Mott Televisión: TNT |  |  |
| Serie empatada 2–2 |                                                             |                                       |                                                                      | |  |  |
|                    |                                                             |                                       |                                                                      | |  |  |

| 25 de abril                    | Indiana Pacers                                                   | 95–98                                 | Cleveland Cavaliers                                                 | |  |  |
| 7:00 PM                        | Parciales: 25–23, 31–26, 17–32, 22–17                            | Parciales: 25–23, 31–26, 17–32, 22–17 | Parciales: 25–23, 31–26, 17–32, 22–17                               | |  |  |
|                                | Estadísticas Domantas Sabonis 22 Victor Oladipo 12 Cory Joseph 6 | Reporte Pts Reb Asts                  | Estadísticas LeBron James 44 James, Love 10 cada uno LeBron James 8 | Pabellón: Quicken Loans Arena, Cleveland, Ohio Asistencia: 20 562 espectadores Árbitros: James Capers, Bill Kennedy, Bill Spooner Televisión: TNT |  |  |
| Cleveland lidera la serie, 3–2 |                                                                  |                                       |                                                                     | |  |  |
|                                |                                                                  |                                       |                                                                     | |  |  |

| 27 de abril        | Cleveland Cavaliers                                      | 87–121                                | Indiana Pacers                                                     | |  |  |
| 8:00 PM            | Parciales: 26–29, 21–28, 20–35, 20–29                    | Parciales: 26–29, 21–28, 20–35, 20–29 | Parciales: 26–29, 21–28, 20–35, 20–29                              | |  |  |
|                    | Estadísticas LeBron James 22 Kevin Love 7 LeBron James 7 | Reporte Pts Reb Asts                  | Estadísticas Victor Oladipo 28 Victor Oladipo 13 Victor Oladipo 10 | Pabellón: Bankers Life Fieldhouse, Indianápolis, Indiana Asistencia: 17 923 espectadores Árbitros: Marc Davis, Jason Phillips, Sean Wright Televisión: ESPN |  |  |
| Serie empatada 3–3 |                                                          |                                       |                                                                    | |  |  |
|                    |                                                          |                                       |                                                                    | |  |  |

| 29 de abril                  | Indiana Pacers                                                    | 101–105                               | Cleveland Cavaliers                                          | |  |  |
| 1:00 PM                      | Parciales: 19–31, 24–23, 31–22, 27–29                             | Parciales: 19–31, 24–23, 31–22, 27–29 | Parciales: 19–31, 24–23, 31–22, 27–29                        | |  |  |
|                              | Estadísticas Victor Oladipo 30 Victor Oladipo 12 Victor Oladipo 6 | Reporte Pts Reb Asts                  | Estadísticas LeBron James 45 Tristan Thompson LeBron James 7 | Pabellón: Quicken Loans Arena, Cleveland, Ohio Asistencia: 20 562 espectadores Árbitros: Scott Foster, Tony Brothers, Kane Fitzgerald Televisión: ABC |  |  |
| Cleveland gana la serie, 4–3 |                                                                   |                                       |                                                              | |  |  |
|                              |                                                                   |                                       |                                                              | |  |  |

| 1 de noviembre de 2017 | Indiana Pacers | 124–107 | Cleveland Cavaliers |                                                |  |
|                        |                |         |                     |                                                |  |
|                        |                | Reporte |                     | Pabellón: Quicken Loans Arena, Cleveland, Ohio |  |

| 8 de diciembre de 2017 | Cleveland Cavaliers | 102–106 | Indiana Pacers |                                                          |  |
|                        |                     |         |                |                                                          |  |
|                        |                     | Reporte |                | Pabellón: Bankers Life Fieldhouse, Indianápolis, Indiana |  |

| 12 de enero de 2018 | Cleveland Cavaliers | 95–97   | Indiana Pacers |                                                          |  |
|                     |                     |         |                |                                                          |  |
|                     |                     | Reporte |                | Pabellón: Bankers Life Fieldhouse, Indianápolis, Indiana |  |

| 26 de enero de 2018 | Indiana Pacers | 108–115 | Cleveland Cavaliers |                                                |  |
|                     |                |         |                     |                                                |  |
|                     |                | Reporte |                     | Pabellón: Quicken Loans Arena, Cleveland, Ohio |  |

Es la tercera ocasión en que se encuentran ambos equipos en playoffs, con una victoria para cada uno en los duelos previos.
| 1998 | Cleveland Cavaliers | 1–3 | Indiana Pacers |                                           |
|      |                     |     |                |                                           |
|      |                     |     |                | Pabellón: 1.ª ronda Conferencia Este 1998 |

| 2017 | Indiana Pacers | 0–4 | Cleveland Cavaliers |                                           |
|      |                |     |                     |                                           |
|      |                |     |                     | Pabellón: 1.ª ronda Conferencia Este 2017 |

### Semifinales de Conferencia

#### (1) Toronto Raptors vs. Cleveland Cavaliers (4)
| 1 de mayo                      | Cleveland Cavaliers                                        | 113–112                                           | Toronto Raptors                                                  | |  |  |
| 8:00 PM                        | Parciales: 19–33, 38–27, 25–27, 23–18 (T.E.: 8–7)          | Parciales: 19–33, 38–27, 25–27, 23–18 (T.E.: 8–7) | Parciales: 19–33, 38–27, 25–27, 23–18 (T.E.: 8–7)                | |  |  |
|                                | Estadísticas LeBron James 26 Kevin Love 13 LeBron James 13 | Reporte Pts Reb Asts                              | Estadísticas DeMar DeRozan 22 Jonas Valančiūnas 21 Kyle Lowry 10 | Pabellón: Air Canada Centre, Toronto, Ontario Asistencia: 19,954 espectadores Árbitros: Derrick Stafford, Pat Fraher, John Goble Televisión: TNT |  |  |
| Cleveland lidera la serie, 1–0 |                                                            |                                                   |                                                                  | |  |  |
|                                |                                                            |                                                   |                                                                  | |  |  |

| 3 de mayo                      | Cleveland Cavaliers                                        | 128–110                               | Toronto Raptors                                                 | |  |  |
| 6:00 PM                        | Parciales: 26–29, 35–34, 37–24, 30–23                      | Parciales: 26–29, 35–34, 37–24, 30–23 | Parciales: 26–29, 35–34, 37–24, 30–23                           | |  |  |
|                                | Estadísticas LeBron James 43 Kevin Love 11 LeBron James 14 | Reporte Pts Reb Asts                  | Estadísticas DeMar DeRozan 24 Jonas Valančiūnas 12 Kyle Lowry 8 | Pabellón: Air Canada Centre, Toronto, Ontario Asistencia: 20,127 espectadores Árbitros: Ken Mauer, Kane Fitzgerald, Brian Forte Televisión: ESPN |  |  |
| Cleveland lidera la serie, 2–0 |                                                            |                                       |                                                                 | |  |  |
|                                |                                                            |                                       |                                                                 | |  |  |

| 5 de mayo                      | Toronto Raptors                                              | 103–105                               | Cleveland Cavaliers                                       | |  |  |
| 8:30 PM                        | Parciales: 19–24, 21–31, 25–24, 38–26                        | Parciales: 19–24, 21–31, 25–24, 38–26 | Parciales: 19–24, 21–31, 25–24, 38–26                     | |  |  |
|                                | Estadísticas Kyle Lowry 27 Jonas Valančiūnas 11 Kyle Lowry 7 | Reporte Pts Reb Asts                  | Estadísticas LeBron James 38 Kevin Love 16 LeBron James 7 | Pabellón: Quicken Loans Arena, Cleveland, Ohio Asistencia: 20,562 espectadores Árbitros: Mike Callahan, Courtney Kirkland, Josh Tiven Televisión: ABC |  |  |
| Cleveland lidera la serie, 3–0 |                                                              |                                       |                                                           | |  |  |
|                                |                                                              |                                       |                                                           | |  |  |

| 7 de mayo                    | Toronto Raptors                                                                 | 93–128                                | Cleveland Cavaliers                                         | |  |  |
| 8:30 PM                      | Parciales: 26–30, 21–33, 25–37, 21–28                                           | Parciales: 26–30, 21–33, 25–37, 21–28 | Parciales: 26–30, 21–33, 25–37, 21–28                       | |  |  |
|                              | Estadísticas Jonas Valančiūnas 18 DeRozan, Valančiūnas 5 cada uno Kyle Lowry 10 | Reporte Pts Reb Asts                  | Estadísticas LeBron James 29 LeBron James 8 LeBron James 11 | Pabellón: Quicken Loans Arena, Cleveland, Ohio Asistencia: 20,562 espectadores Árbitros: Marc Davis, Tony Brown, David Guthrie Televisión: TNT |  |  |
| Cleveland gana la serie, 4–0 |                                                                                 |                                       |                                                             | |  |  |
|                              |                                                                                 |                                       |                                                             | |  |  |

| 11 de enero de 2018 | Cleveland Cavaliers | 99–133  | Toronto Raptors |                                               |  |
|                     |                     |         |                 |                                               |  |
|                     |                     | Reporte |                 | Pabellón: Air Canada Centre, Toronto, Ontario |  |

| 21 de marzo de 2018 | Toronto Raptors | 129–132 | Cleveland Cavaliers |                                                |  |
|                     |                 |         |                     |                                                |  |
|                     |                 | Reporte |                     | Pabellón: Quicken Loans Arena, Cleveland, Ohio |  |

| 3 de abril de 2018 | Toronto Raptors | 106–112 | Cleveland Cavaliers |                                                |  |
|                    |                 |         |                     |                                                |  |
|                    |                 | Reporte |                     | Pabellón: Quicken Loans Arena, Cleveland, Ohio |  |

Esta será la tercera vez que estos equipos juegan en playoffs, Cleveland venció en todos los enfrentamientos.
| 2016 | Toronto Raptors | 2–4 | Cleveland Cavaliers |                                         |
|      |                 |     |                     |                                         |
|      |                 |     |                     | Pabellón: Finales Conferencia Este 2016 |

| 2017 | Toronto Raptors | 0–4 | Cleveland Cavaliers |                                             |
|      |                 |     |                     |                                             |
|      |                 |     |                     | Pabellón: Semifinales Conferencia Este 2017 |

#### (2) Boston Celtics vs. Philadelphia 76ers (3)
| 30 de abril                 | Philadelphia 76ers                                       | 101–117                               | Boston Celtics                                             | |  |  |
| 8:00 PM                     | Parciales: 22–25, 23–31, 30–31, 26–30                    | Parciales: 22–25, 23–31, 30–31, 26–30 | Parciales: 22–25, 23–31, 30–31, 26–30                      | |  |  |
|                             | Estadísticas Joel Embiid 31 Joel Embiid 13 Ben Simmons 6 | Reporte Pts Reb Asts                  | Estadísticas Terry Rozier 29 Terry Rozier 8 Marcus Smart 9 | Pabellón: TD Garden, Boston, Massachusetts Asistencia: 18,624 espectadores Árbitros: Marc Davis, Ed Malloy, Bill Spooner Televisión: TNT |  |  |
| Boston lidera la serie, 1–0 |                                                          |                                       |                                                            | |  |  |
|                             |                                                          |                                       |                                                            | |  |  |

| 3 de mayo                   | Philadelphia 76ers                                        | 103–108                               | Boston Celtics                                            | |  |  |
| 8:30 PM                     | Parciales: 31–22, 25–29, 19–28, 28–29                     | Parciales: 31–22, 25–29, 19–28, 28–29 | Parciales: 31–22, 25–29, 19–28, 28–29                     | |  |  |
|                             | Estadísticas J. J. Redick 23 Joel Embiid 14 Ben Simmons 7 | Reporte Pts Reb Asts                  | Estadísticas Jayson Tatum 21 Al Horford 12 Terry Rozier 9 | Pabellón: TD Garden, Boston, Massachusetts Asistencia: 18,624 espectadores Árbitros: Mike Callahan, Jason Phillips, Sean Wright Televisión: TNT |  |  |
| Boston lidera la serie, 2–0 |                                                           |                                       |                                                           | |  |  |
|                             |                                                           |                                       |                                                           | |  |  |

| 5 de mayo                   | Boston Celtics                                             | 101–98                                             | Philadelphia 76ers                                       | |  |  |
| 5:00 PM                     | Parciales: 19–20, 29–31, 21–17, 20–21 (T.E.: 12–9)         | Parciales: 19–20, 29–31, 21–17, 20–21 (T.E.: 12–9) | Parciales: 19–20, 29–31, 21–17, 20–21 (T.E.: 12–9)       | |  |  |
|                             | Estadísticas Jayson Tatum 24 Aron Baynes 10 Jayson Tatum 4 | Reporte Pts Reb Asts                               | Estadísticas Joel Embiid 22 Joel Embiid 19 Ben Simmons 8 | Pabellón: Wells Fargo Center, Filadelfia, Pensilvania Asistencia: 20,758 espectadores Árbitros: Derrick Stafford, Pat Fraher, John Goble Televisión: ESPN |  |  |
| Boston lidera la serie, 3–0 |                                                            |                                                    |                                                          | |  |  |
|                             |                                                            |                                                    |                                                          | |  |  |

| 7 de mayo                   | Boston Celtics                                            | 92–103                                | Philadelphia 76ers                                                                    | |  |  |
| 6:00 PM                     | Parciales: 22–21, 21–26, 22–29, 27–27                     | Parciales: 22–21, 21–26, 22–29, 27–27 | Parciales: 22–21, 21–26, 22–29, 27–27                                                 | |  |  |
|                             | Estadísticas Jayson Tatum 20 Al Horford 10 Jayson Tatum 4 | Reporte Pts Reb Asts                  | Estadísticas Dario Šarić 25 Embiid, Simmons 13 cada uno McConnell, Simmons 5 cada uno | Pabellón: Wells Fargo Center, Filadelfia, Pensilvania Asistencia: 20,936 espectadores Árbitros: Scott Foster, Tony Brothers, Sean Corbin Televisión: TNT |  |  |
| Boston lidera la serie, 3–1 |                                                           |                                       |                                                                                       | |  |  |
|                             |                                                           |                                       |                                                                                       | |  |  |

| 9 de mayo                 | Philadelphia 76ers                                                                  | 112–114                               | Boston Celtics                                            | |  |  |
| 8:00 PM                   | Parciales: 24–25, 28–36, 30–22, 30–31                                               | Parciales: 24–25, 28–36, 30–22, 30–31 | Parciales: 24–25, 28–36, 30–22, 30–31                     | |  |  |
|                           | Estadísticas Embiid, Šarić 27 cada uno Joel Embiid 12 McConnell, Simmons 6 cada uno | Reporte Pts Reb Asts                  | Estadísticas Jayson Tatum 25 Aron Baynes 9 Marcus Smart 6 | Pabellón: TD Garden, Boston, Massachusetts Asistencia: 19,596 espectadores Árbitros: James Capers, Tom Washington, Zach Zarba Televisión: TNT |  |  |
| Boston gana la serie, 4–1 |                                                                                     |                                       |                                                           | |  |  |
|                           |                                                                                     |                                       |                                                           | |  |  |

| 20 de octubre de 2017 | Boston Celtics | 102–92  | Philadelphia 76ers |                                                       |  |
|                       |                |         |                    |                                                       |  |
|                       |                | Reporte |                    | Pabellón: Wells Fargo Center, Filadelfia, Pensilvania |  |

| 30 de noviembre de 2017 | Philadelphia 76ers | 97–108  | Boston Celtics |                                            |  |
|                         |                    |         |                |                                            |  |
|                         |                    | Reporte |                | Pabellón: TD Garden, Boston, Massachusetts |  |

| 11 de enero de 2018 | Boston Celtics | 114–103 | Philadelphia 76ers |                                                         |  |
|                     |                |         |                    |                                                         |  |
|                     |                | Reporte |                    | Pabellón: Wells Fargo Center, Philadelphia, Pensilvania |  |

| 18 de enero de 2018 | Philadelphia 76ers | 89–80   | Boston Celtics |                                            |  |
|                     |                    |         |                |                                            |  |
|                     |                    | Reporte |                | Pabellón: TD Garden, Boston, Massachusetts |  |

Es la ocasión N.º 21 que estos equipos juegan en playoffs, con los Celtics habiendo vencido en 12 enfrentamientos.
| 1953 | Boston Celtics | 2–0 | Philadelphia 76ers |                                             |
|      |                |     |                    |                                             |
|      |                |     |                    | Pabellón: Semifinales Conferencia Este 1953 |

| 1954 | Boston Celtics | 0–2 | Philadelphia 76ers |                                          |
|      |                |     |                    |                                          |
|      |                |     |                    | Pabellón: Liguilla Conferencia Este 1954 |

| 1954 | Boston Celtics | 0–2 | Philadelphia 76ers |                                         |
|      |                |     |                    |                                         |
|      |                |     |                    | Pabellón: Finales Conferencia Este 1954 |

| 1955 | Boston Celtics | 1–3 | Philadelphia 76ers |                                         |
|      |                |     |                    |                                         |
|      |                |     |                    | Pabellón: Finales Conferencia Este 1955 |

| 1956 | Boston Celtics | 1–2 | Philadelphia 76ers |                                             |
|      |                |     |                    |                                             |
|      |                |     |                    | Pabellón: Semifinales Conferencia Este 1956 |

| 1957 | Boston Celtics | 3–0 | Philadelphia 76ers |                                         |
|      |                |     |                    |                                         |
|      |                |     |                    | Pabellón: Finales Conferencia Este 1957 |

| 1959 | Boston Celtics | 4–3 | Philadelphia 76ers |                                         |
|      |                |     |                    |                                         |
|      |                |     |                    | Pabellón: Finales Conferencia Este 1959 |

| 1961 | Boston Celtics | 4–1 | Philadelphia 76ers |                                         |
|      |                |     |                    |                                         |
|      |                |     |                    | Pabellón: Finales Conferencia Este 1961 |

| 1965 | Boston Celtics | 4–3 | Philadelphia 76ers |                                         |
|      |                |     |                    |                                         |
|      |                |     |                    | Pabellón: Finales Conferencia Este 1965 |

| 1966 | Boston Celtics | 4–1 | Philadelphia 76ers |                                         |
|      |                |     |                    |                                         |
|      |                |     |                    | Pabellón: Finales Conferencia Este 1966 |

| 1967 | Boston Celtics | 1–4 | Philadelphia 76ers |                                         |
|      |                |     |                    |                                         |
|      |                |     |                    | Pabellón: Finales Conferencia Este 1967 |

| 1968 | Boston Celtics | 4–3 | Philadelphia 76ers |                                         |
|      |                |     |                    |                                         |
|      |                |     |                    | Pabellón: Finales Conferencia Este 1968 |

| 1969 | Boston Celtics | 4–1 | Philadelphia 76ers |                                             |
|      |                |     |                    |                                             |
|      |                |     |                    | Pabellón: Semifinales Conferencia Este 1969 |

| 1977 | Boston Celtics | 3–4 | Philadelphia 76ers |                                             |
|      |                |     |                    |                                             |
|      |                |     |                    | Pabellón: Semifinales Conferencia Este 1977 |

| 1980 | Boston Celtics | 1–4 | Philadelphia 76ers |                                         |
|      |                |     |                    |                                         |
|      |                |     |                    | Pabellón: Finales Conferencia Este 1980 |

| 1981 | Boston Celtics | 4–3 | Philadelphia 76ers |                                         |
|      |                |     |                    |                                         |
|      |                |     |                    | Pabellón: Finales Conferencia Este 1981 |

| 1982 | Boston Celtics | 3–4 | Philadelphia 76ers |                                         |
|      |                |     |                    |                                         |
|      |                |     |                    | Pabellón: Finales Conferencia Este 1982 |

| 1985 | Boston Celtics | 4–1 | Philadelphia 76ers |                                         |
|      |                |     |                    |                                         |
|      |                |     |                    | Pabellón: Finales Conferencia Este 1985 |

| 2002 | Boston Celtics | 3–2 | Philadelphia 76ers |                                           |
|      |                |     |                    |                                           |
|      |                |     |                    | Pabellón: 1.ª ronda Conferencia Este 2002 |

| 2012 | Boston Celtics | 4–3 | Philadelphia 76ers |                                             |
|      |                |     |                    |                                             |
|      |                |     |                    | Pabellón: Semifinales Conferencia Este 2012 |

### Finales de Conferencia: (2) Boston Celtics vs. Cleveland Cavaliers (4)
| 13 de mayo                  | Cleveland Cavaliers                                           | 83–108                                | Boston Celtics                                               | |  |  |
| 3:30 PM                     | Parciales: 18–36, 17–25, 29–17, 19–30                         | Parciales: 18–36, 17–25, 29–17, 19–30 | Parciales: 18–36, 17–25, 29–17, 19–30                        | |  |  |
|                             | Estadísticas Kevin Love 17 Tristan Thompson 11 LeBron James 9 | Reporte Pts Reb Asts                  | Estadísticas Jaylen Brown 23 Marcus Morris 10 Terry Rozier 8 | Pabellón: TD Garden, Boston, Massachusetts Asistencia: 18,624 espectadores Árbitros: Marc Davis, Pat Fraher, John Goble Televisión: ABC |  |  |
| Boston lidera la serie, 1–0 |                                                               |                                       |                                                              | |  |  |
|                             |                                                               |                                       |                                                              | |  |  |

| 15 de mayo                  | Cleveland Cavaliers                                        | 94–107                                | Boston Celtics                                            | |  |  |
| 8:30 PM                     | Parciales: 27–23, 28–25, 22–36, 17–23                      | Parciales: 27–23, 28–25, 22–36, 17–23 | Parciales: 27–23, 28–25, 22–36, 17–23                     | |  |  |
|                             | Estadísticas LeBron James 42 Kevin Love 15 LeBron James 12 | Reporte Pts Reb Asts                  | Estadísticas Jaylen Brown 23 Al Horford 10 Marcus Smart 9 | Pabellón: TD Garden, Boston, Massachusetts Asistencia: 18,624 espectadores Árbitros: Mike Callahan, Derrick Stafford, Sean Wright Televisión: ESPN |  |  |
| Boston lidera la serie, 2–0 |                                                            |                                       |                                                           | |  |  |
|                             |                                                            |                                       |                                                           | |  |  |

| 19 de mayo                  | Boston Celtics                                           | 86–116                                | Cleveland Cavaliers                                        | |  |  |
| 8:30 PM                     | Parciales: 17–32, 24–29, 22–26, 23–29                    | Parciales: 17–32, 24–29, 22–26, 23–29 | Parciales: 17–32, 24–29, 22–26, 23–29                      | |  |  |
|                             | Estadísticas Jayson Tatum 18 Al Horford 7 Marcus Smart 6 | Reporte Pts Reb Asts                  | Estadísticas LeBron James 27 Kevin Love 14 LeBron James 12 | Pabellón: Quicken Loans Arena, Cleveland, Ohio Asistencia: 20,562 espectadores Árbitros: James Capers, Josh Tiven, Zach Zarba Televisión: ESPN |  |  |
| Boston lidera la serie, 2–1 |                                                          |                                       |                                                            | |  |  |
|                             |                                                          |                                       |                                                            | |  |  |

| 21 de mayo          | Boston Celtics                                                          | 102–111                               | Cleveland Cavaliers                                                                  | |  |  |
| 8:30 PM             | Parciales: 18–34, 35–34, 23–21, 26–22                                   | Parciales: 18–34, 35–34, 23–21, 26–22 | Parciales: 18–34, 35–34, 23–21, 26–22                                                | |  |  |
|                     | Estadísticas Jaylen Brown 25 Baynes, Horford 7 cada uno Terry Rozier 11 | Reporte Pts Reb Asts                  | Estadísticas LeBron James 44 Tristan Thompson 12 Hill, James, Love, Smith 3 cada uno | Pabellón: Quicken Loans Arena, Cleveland, Ohio Asistencia: 20,562 espectadores Árbitros: Scott Foster, Bill Kennedy, Eric Lewis Televisión: ESPN |  |  |
| Serie empatada, 2–2 |                                                                         |                                       |                                                                                      | |  |  |
|                     |                                                                         |                                       |                                                                                      | |  |  |

| 23 de mayo                  | Cleveland Cavaliers                                         | 83–96                                 | Boston Celtics                                            | |  |  |
| 8:30 PM                     | Parciales: 19–32, 23–21, 18–23, 23–20                       | Parciales: 19–32, 23–21, 18–23, 23–20 | Parciales: 19–32, 23–21, 18–23, 23–20                     | |  |  |
|                             | Estadísticas LeBron James 26 LeBron James 10 LeBron James 5 | Reporte Pts Reb Asts                  | Estadísticas Jayson Tatum 24 Al Horford 12 Terry Rozier 6 | Pabellón: TD Garden, Boston, Massachusetts Asistencia: 18,624 espectadores Árbitros: Ken Mauer, Ed Malloy, Jason Phillips Televisión: ESPN |  |  |
| Boston lidera la serie, 3–2 |                                                             |                                       |                                                           | |  |  |
|                             |                                                             |                                       |                                                           | |  |  |

| 25 de mayo          | Boston Celtics                                           | 99–109                                | Cleveland Cavaliers                                         | |  |  |
| 8:30 PM             | Parciales: 25–20, 18–34, 30–29, 26–26                    | Parciales: 25–20, 18–34, 30–29, 26–26 | Parciales: 25–20, 18–34, 30–29, 26–26                       | |  |  |
|                     | Estadísticas Terry Rozier 28 Al Horford 9 Marcus Smart 8 | Reporte Pts Reb Asts                  | Estadísticas LeBron James 46 LeBron James 11 LeBron James 9 | Pabellón: Quicken Loans Arena, Cleveland, Ohio Asistencia: 20,562 espectadores Árbitros: Mike Callahan, John Goble, Derrick Stafford Televisión: ESPN |  |  |
| Serie empatada, 3–3 |                                                          |                                       |                                                             | |  |  |
|                     |                                                          |                                       |                                                             | |  |  |

| 27 de mayo                   | Cleveland Cavaliers                                         | 87–79                                 | Boston Celtics                                               | |  |  |
| 8:30 PM                      | Parciales: 18–26, 21–17, 20–13, 28–23                       | Parciales: 18–26, 21–17, 20–13, 28–23 | Parciales: 18–26, 21–17, 20–13, 28–23                        | |  |  |
|                              | Estadísticas LeBron James 35 LeBron James 15 LeBron James 9 | Reporte Pts Reb Asts                  | Estadísticas Jayson Tatum 24 Marcus Morris 12 Marcus Smart 7 | Pabellón: TD Garden, Boston, Massachusetts Asistencia: 18,624 espectadores Árbitros: Marc Davis, James Capers, Zach Zarba Televisión: ESPN |  |  |
| Cleveland gana la serie, 4–3 |                                                             |                                       |                                                              | |  |  |
|                              |                                                             |                                       |                                                              | |  |  |

| 17 de octubre de 2017 | Boston Celtics | 99–102  | Cleveland Cavaliers |                                                |  |
|                       |                |         |                     |                                                |  |
|                       |                | Reporte |                     | Pabellón: Quicken Loans Arena, Cleveland, Ohio |  |

| 3 de enero de 2018 | Cleveland Cavaliers | 88–102  | Boston Celtics |                                            |  |
|                    |                     |         |                |                                            |  |
|                    |                     | Reporte |                | Pabellón: TD Garden, Boston, Massachusetts |  |

| 11 de febrero de 2018 | Cleveland Cavaliers | 121–99  | Boston Celtics |                                            |  |
|                       |                     |         |                |                                            |  |
|                       |                     | Reporte |                | Pabellón: TD Garden, Boston, Massachusetts |  |

Esta es la octava vez que se enfrentan ambos equipos en playoffs, siendo los Celtics los ganadores en cuatro de las siete ocasiones anteriores.
| 1976 | Boston Celtics | 4–2 | Cleveland Cavaliers |                                         |
|      |                |     |                     |                                         |
|      |                |     |                     | Pabellón: Finales Conferencia Este 1976 |

| 1985 | Boston Celtics | 3–1 | Cleveland Cavaliers |                                           |
|      |                |     |                     |                                           |
|      |                |     |                     | Pabellón: 1.ª ronda Conferencia Este 1985 |

| 1992 | Cleveland Cavaliers | 4–3 | Boston Celtics |                                             |
|      |                     |     |                |                                             |
|      |                     |     |                | Pabellón: Semifinales Conferencia Este 1992 |

| 2008 | Boston Celtics | 4–3 | Cleveland Cavaliers |                                             |
|      |                |     |                     |                                             |
|      |                |     |                     | Pabellón: Semifinales Conferencia Este 2008 |

| 2010 | Cleveland Cavaliers | 2–4 | Boston Celtics |                                             |
|      |                     |     |                |                                             |
|      |                     |     |                | Pabellón: Semifinales Conferencia Este 2010 |

| 2015 | Cleveland Cavaliers | 4–0 | Boston Celtics |                                           |
|      |                     |     |                |                                           |
|      |                     |     |                | Pabellón: 1.ª ronda Conferencia Este 2015 |

| 2017 | Cleveland Cavaliers | 4–1 | Boston Celtics |                                         |
|      |                     |     |                |                                         |
|      |                     |     |                | Pabellón: Finales Conferencia Este 2017 |

## Conferencia Oeste

### Primera ronda

#### (1) Houston Rockets vs. Minnesota Timberwolves (8)
| 15 de abril                  | Minnesota Timberwolves                                             | 101–104                               | Houston Rockets                                             | |  |  |
| 9:00 p. m.                   | Parciales: 21–27, 26–27, 25–22, 29–28                              | Parciales: 21–27, 26–27, 25–22, 29–28 | Parciales: 21–27, 26–27, 25–22, 29–28                       | |  |  |
|                              | Estadísticas Andrew Wiggins 18 Karl-Anthony Towns 12 Jeff Teague 8 | Reporte Pts Reb Asts                  | Estadísticas James Harden 44 Clint Capela 12 James Harden 8 | Pabellón: Toyota Center, Houston, Texas Asistencia: 18,055 espectadores Árbitros: Ken Mauer, Tony Brown, James Williams Televisión: TNT |  |  |
| Houston lidera la serie, 1–0 |                                                                    |                                       |                                                             | |  |  |
|                              |                                                                    |                                       |                                                             | |  |  |

| 18 de abril                  | Minnesota Timberwolves                                                          | 82–102                                | Houston Rockets                                         | |  |  |
| 9:30 p. m.                   | Parciales: 23–18, 17–37, 18–25, 24–22                                           | Parciales: 23–18, 17–37, 18–25, 24–22 | Parciales: 23–18, 17–37, 18–25, 24–22                   | |  |  |
|                              | Estadísticas Nemanja Bjelica 16 Karl-Anthony Towns 10 Jones, Wiggins 3 cada uno | Reporte Pts Reb Asts                  | Estadísticas Chris Paul 27 Clint Capela 16 Chris Paul 8 | Pabellón: Toyota Center, Houston, Texas Asistencia: 18,055 espectadores Árbitros: Derrick Stafford, Pat Fraher, Mark Lindsay Televisión: TNT |  |  |
| Houston lidera la serie, 2–0 |                                                                                 |                                       |                                                         | |  |  |
|                              |                                                                                 |                                       |                                                         | |  |  |

| 21 de abril                  | Houston Rockets                                             | 105–121                               | Minnesota Timberwolves                                           | |  |  |
| 7:30 p. m.                   | Parciales: 28–27, 23–25, 24–35, 30–34                       | Parciales: 28–27, 23–25, 24–35, 30–34 | Parciales: 28–27, 23–25, 24–35, 30–34                            | |  |  |
|                              | Estadísticas James Harden 28 Clint Capela 11 James Harden 7 | Reporte Pts Reb Asts                  | Estadísticas Jimmy Butler 28 Karl-Anthony Towns 16 Jeff Teague 8 | Pabellón: Target Center, Minneapolis, Minnesota Asistencia: 18,978 espectadores Árbitros: Marc Davis, Kevin Cutler, Bill Kennedy Televisión: ESPN |  |  |
| Houston lidera la serie, 2–1 |                                                             |                                       |                                                                  | |  |  |
|                              |                                                             |                                       |                                                                  | |  |  |

| 23 de abril                  | Houston Rockets                                           | 119–100                               | Minnesota Timberwolves                                                             | |  |  |
| 8:00 p. m.                   | Parciales: 21–21, 29–28, 50–20, 19–31                     | Parciales: 21–21, 29–28, 50–20, 19–31 | Parciales: 21–21, 29–28, 50–20, 19–31                                              | |  |  |
|                              | Estadísticas James Harden 36 Clint Capela 17 Chris Paul 6 | Reporte Pts Reb Asts                  | Estadísticas Karl-Anthony Towns 22 Karl-Anthony Towns 15 Butler, Teague 5 cada uno | Pabellón: Target Center, Minneapolis, Minnesota Asistencia: 18,978 espectadores Árbitros: James Capers, Mark Ayotte, David Guthrie Televisión: TNT |  |  |
| Houston lidera la serie, 3–1 |                                                           |                                       |                                                                                    | |  |  |
|                              |                                                           |                                       |                                                                                    | |  |  |

| 25 de abril                | Minnesota Timberwolves                                                 | 104–122                               | Houston Rockets                                              | |  |  |
| 9:30 p. m.                 | Parciales: 26–25, 33–30, 15–30, 30–37                                  | Parciales: 26–25, 33–30, 15–30, 30–37 | Parciales: 26–25, 33–30, 15–30, 30–37                        | |  |  |
|                            | Estadísticas Karl-Anthony Towns 23 Karl-Anthony Towns 14 Jeff Teague 7 | Reporte Pts Reb Asts                  | Estadísticas Clint Capela 26 Clint Capela 15 James Harden 12 | Pabellón: Toyota Center, Houston, Texas Asistencia: 18,055 espectadores Árbitros: Zach Zarba, Brian Forte, Sean Wright Televisión: TNT |  |  |
| Houston gana la serie, 4–1 |                                                                        |                                       |                                                              | |  |  |
|                            |                                                                        |                                       |                                                              | |  |  |

| 18 de enero de 2018 | Minnesota Timberwolves | 98–116  | Houston Rockets |                                         |  |
|                     |                        |         |                 |                                         |  |
|                     |                        | Reporte |                 | Pabellón: Toyota Center, Houston, Texas |  |

| 13 de febrero de 2018 | Houston Rockets | 126–108 | Minnesota Timberwolves |                                                 |  |
|                       |                 |         |                        |                                                 |  |
|                       |                 | Reporte |                        | Pabellón: Target Center, Minneapolis, Minnesota |  |

| 23 de febrero de 2018 | Minnesota Timberwolves | 102–120 | Houston Rockets |                                         |  |
|                       |                        |         |                 |                                         |  |
|                       |                        | Reporte |                 | Pabellón: Toyota Center, Houston, Texas |  |

| 18 de marzo de 2018 | Houston Rockets | 129–120 | Minnesota Timberwolves |                                                 |  |
|                     |                 |         |                        |                                                 |  |
|                     |                 | Reporte |                        | Pabellón: Target Center, Minneapolis, Minnesota |  |

Es la segunda ocasión que se enfrentan estos dos equipos en playoffs. En la primera ganaron los Rockets.
| \| 1997 \| Minnesota Timberwolves \| 0–3 \| Houston Rockets \| \| \| \| \| \| \| \| \| \| \| \| \| Pabellón: 1.ª ronda Conferencia Oeste 1997 \| |                        |     |                 |                                            |
| 1997 | Minnesota Timberwolves | 0–3 | Houston Rockets |                                            |
| |                        |     |                 |                                            |
| |                        |     |                 | Pabellón: 1.ª ronda Conferencia Oeste 1997 |

#### (2) Golden State Warriors vs. San Antonio Spurs (7)
| 14 de abril                       | San Antonio Spurs                               | 92–113                                | Golden State Warriors                                                    | |  |  |
| 3:00 p. m.                        | Parciales: 17–28, 24–29, 22–29, 29–27           | Parciales: 17–28, 24–29, 22–29, 29–27 | Parciales: 17–28, 24–29, 22–29, 29–27                                    | |  |  |
|                                   | Estadísticas Rudy Gay 15 Rudy Gay 6 Pau Gasol 4 | Reporte Pts Reb Asts                  | Estadísticas Klay Thompson 27 Durant, Green 8 cada uno Draymond Green 11 | Pabellón: Oracle Arena, Oakland, California Asistencia: 19,596 espectadores Árbitros: James Capers, Kane Fitzgerald, Ron Garretson Televisión: ABC |  |  |
| Golden State lidera la serie, 1–0 |                                                 |                                       |                                                                          | |  |  |
|                                   |                                                 |                                       |                                                                          | |  |  |

| 16 de abril                       | San Antonio Spurs                                                                 | 101–116                               | Golden State Warriors                                                            | |  |  |
| 10:30 p. m.                       | Parciales: 25–23, 28–24, 22–33, 26–36                                             | Parciales: 25–23, 28–24, 22–33, 26–36 | Parciales: 25–23, 28–24, 22–33, 26–36                                            | |  |  |
|                                   | Estadísticas LaMarcus Aldridge 34 LaMarcus Aldridge 12 cinco jugadores 3 cada uno | Reporte Pts Reb Asts                  | Estadísticas Kevin Durant 32 Iguodala, McGee 7 cada uno Durant, Green 6 cada uno | Pabellón: Oracle Arena, Oakland, California Asistencia: 19,596 espectadores Árbitros: Ed Malloy, Brent Barnaky, Eric Lewis Televisión: TNT |  |  |
| Golden State lidera la serie, 2–0 |                                                                                   |                                       |                                                                                  | |  |  |
|                                   |                                                                                   |                                       |                                                                                  | |  |  |

| 19 de abril                       | Golden State Warriors                                        | 110–97                                | San Antonio Spurs                                                                  | |  |  |
| 9:30 p. m.                        | Parciales: 26–23, 26–23, 32–26, 26–25                        | Parciales: 26–23, 26–23, 32–26, 26–25 | Parciales: 26–23, 26–23, 32–26, 26–25                                              | |  |  |
|                                   | Estadísticas Kevin Durant 26 Kevin Durant 9 Draymond Green 7 | Reporte Pts Reb Asts                  | Estadísticas LaMarcus Aldridge 18 LaMarcus Aldridge 10 Aldridge, Murray 4 cada uno | Pabellón: AT&T Center, San Antonio Asistencia: 18,418 espectadores Árbitros: Zach Zarba, Rodney Mott, Sean Wright Televisión: TNT |  |  |
| Golden State lidera la serie, 3–0 |                                                              |                                       |                                                                                    | |  |  |
|                                   |                                                              |                                       |                                                                                    | |  |  |

| 22 de abril                       | Golden State Warriors                                           | 90–103                                | San Antonio Spurs                                                                 | |  |  |
| 3:30 p. m.                        | Parciales: 22–30, 20–26, 29–21, 19–26                           | Parciales: 22–30, 20–26, 29–21, 19–26 | Parciales: 22–30, 20–26, 29–21, 19–26                                             | |  |  |
|                                   | Estadísticas Kevin Durant 34 Draymond Green 18 Draymond Green 9 | Reporte Pts Reb Asts                  | Estadísticas LaMarcus Aldridge 22 LaMarcus Aldridge 10 Ginóbili, Mills 5 cada uno | Pabellón: AT&T Center, San Antonio Asistencia: 18,418 espectadores Árbitros: Scott Foster, Tony Brothers, Brian Forte Televisión: ABC |  |  |
| Golden State lidera la serie, 3–1 |                                                                 |                                       |                                                                                   | |  |  |
|                                   |                                                                 |                                       |                                                                                   | |  |  |

| 24 de abril                     | San Antonio Spurs                                                      | 91–99                                 | Golden State Warriors                                           | |  |  |
| 10:30 p. m.                     | Parciales: 20–22, 18–27, 27–30, 26–20                                  | Parciales: 20–22, 18–27, 27–30, 26–20 | Parciales: 20–22, 18–27, 27–30, 26–20                           | |  |  |
|                                 | Estadísticas LaMarcus Aldridge 30 LaMarcus Aldridge 12 Manu Ginóbili 7 | Pts Reb Asts                          | Estadísticas Kevin Durant 25 Draymond Green 19 Draymond Green 7 | Pabellón: Oracle Arena, Oakland, California Asistencia: 19,596 espectadores Árbitros: Mike Callahan, Tony Brown, Jason Phillips Televisión: TNT |  |  |
| Golden State gana la serie, 4–1 |                                                                        |                                       |                                                                 | |  |  |
|                                 |                                                                        |                                       |                                                                 | |  |  |

| 2 de noviembre de 2017 | Golden State Warriors | 112–92  | San Antonio Spurs |                                           |  |
|                        |                       |         |                   |                                           |  |
|                        |                       | Reporte |                   | Pabellón: AT&T Center, San Antonio, Texas |  |

| 10 de febrero de 2018 | San Antonio Spurs | 105–122 | Golden State Warriors |                                             |  |
|                       |                   |         |                       |                                             |  |
|                       |                   | Reporte |                       | Pabellón: Oracle Arena, Oakland, California |  |

| 8 de marzo de 2018 | San Antonio Spurs | 107–110 | Golden State Warriors |                                             |  |
|                    |                   |         |                       |                                             |  |
|                    |                   | Reporte |                       | Pabellón: Oracle Arena, Oakland, California |  |

| 19 de marzo de 2018 | Golden State Warriors | 75–89   | San Antonio Spurs |                                           |  |
|                     |                       |         |                   |                                           |  |
|                     |                       | Reporte |                   | Pabellón: AT&T Center, San Antonio, Texas |  |

Esta es la cuarta ocasión en que se enfrentan estos equipos en playoffs, siendo los Warriors los que se impusieron en dos de las tres primeras.
| 1991 | Golden State Warriors | 3–1 | San Antonio Spurs |                                            |
|      |                       |     |                   |                                            |
|      |                       |     |                   | Pabellón: 1.ª ronda Conferencia Oeste 1991 |

| 2013 | Golden State Warriors | 2–4 | San Antonio Spurs |                                              |
|      |                       |     |                   |                                              |
|      |                       |     |                   | Pabellón: Semifinales Conferencia Oeste 2013 |

| 2017 | Golden State Warriors | 4–0 | San Antonio Spurs |                                          |
|      |                       |     |                   |                                          |
|      |                       |     |                   | Pabellón: Finales Conferencia Oeste 2017 |

#### (3) Portland Trail Blazers vs. New Orleans Pelicans (6)
| 14 de abril                      | New Orleans Pelicans                                          | 97–95                                 | Portland Trail Blazers                                      | |  |  |
| 10:30 p. m.                      | Parciales: 21–18, 24–18, 30–27, 22–32                         | Parciales: 21–18, 24–18, 30–27, 22–32 | Parciales: 21–18, 24–18, 30–27, 22–32                       | |  |  |
|                                  | Estadísticas Anthony Davis 35 Anthony Davis 14 Rajon Rondo 17 | Reporte Pts Reb Asts                  | Estadísticas C. J. McCollum 19 Ed Davis 13 Damian Lillard 7 | Pabellón: Moda Center, Portland, Oregón Asistencia: 19,882 espectadores Árbitros: Ed Malloy, Eric Lewis, Mark Lindsay Televisión: ESPN |  |  |
| New Orleans lidera la serie, 1–0 |                                                               |                                       |                                                             | |  |  |
|                                  |                                                               |                                       |                                                             | |  |  |

| 17 de abril                      | New Orleans Pelicans                                                    | 111–102                               | Portland Trail Blazers                                             | |  |  |
| 10:30 p. m.                      | Parciales: 25–23, 29–36, 33–19, 24–24                                   | Parciales: 25–23, 29–36, 33–19, 24–24 | Parciales: 25–23, 29–36, 33–19, 24–24                              | |  |  |
|                                  | Estadísticas Jrue Holiday 33 Anthony Davis 13 Holiday, Rondo 9 cada uno | Reporte Pts Reb Asts                  | Estadísticas C. J. McCollum 22 Al-Farouq Aminu 15 C. J. McCollum 6 | Pabellón: Moda Center, Portland, Oregón Asistencia: 20,066 espectadores Árbitros: Zach Zarba, Sean Corbin, John Goble Televisión: TNT |  |  |
| New Orleans lidera la serie, 2–0 |                                                                         |                                       |                                                                    | |  |  |
|                                  |                                                                         |                                       |                                                                    | |  |  |

| 19 de abril                      | Portland Trail Blazers                                              | 102–119                               | New Orleans Pelicans                                           | |  |  |
| 9:00 p. m.                       | Parciales: 20–36, 25–28, 25–27, 32–28                               | Parciales: 20–36, 25–28, 25–27, 32–28 | Parciales: 20–36, 25–28, 25–27, 32–28                          | |  |  |
|                                  | Estadísticas C. J. McCollum 22 Al-Farouq Aminu 8 Maurice Harkless 4 | Reporte Pts Reb Asts                  | Estadísticas Nikola Mirotić 30 Anthony Davis 11 Rajon Rondo 11 | Pabellón: Smoothie King Center, Nueva Orleans, Luisiana Asistencia: 18,551 espectadores Árbitros: Mike Callahan, Jason Phillips, Tom Washington Televisión: NBA TV |  |  |
| New Orleans lidera la serie, 3–0 |                                                                     |                                       |                                                                | |  |  |
|                                  |                                                                     |                                       |                                                                | |  |  |

| 21 de abril                    | Portland Trail Blazers                                          | 123–131                               | New Orleans Pelicans                                                    | |  |  |
| 5:00 p. m.                     | Parciales: 25–26, 31–32, 31–42, 36–31                           | Parciales: 25–26, 31–32, 31–42, 36–31 | Parciales: 25–26, 31–32, 31–42, 36–31                                   | |  |  |
|                                | Estadísticas C. J. McCollum 38 Jusuf Nurkić 11 Damian Lillard 6 | Reporte Pts Reb Asts                  | Estadísticas Anthony Davis 47 Davis, Mirotić 11 cada uno Rajon Rondo 16 | Pabellón: Smoothie King Center, Nueva Orleans, Luisiana Asistencia: 18,544 espectadores Árbitros: James Capers, Kane Fitzgerald, Ron Garretson Televisión: TNT |  |  |
| New Orleans gana la serie, 4–0 |                                                                 |                                       |                                                                         | |  |  |
|                                |                                                                 |                                       |                                                                         | |  |  |

| 24 de octubre de 2017 | New Orleans Pelicans | 93–103  | Portland Trail Blazers |                                         |  |
|                       |                      |         |                        |                                         |  |
|                       |                      | Reporte |                        | Pabellón: Moda Center, Portland, Oregón |  |

| 2 de diciembre de 2017 | New Orleans Pelicans | 123–116 | Portland Trail Blazers |                                         |  |
|                        |                      |         |                        |                                         |  |
|                        |                      | Reporte |                        | Pabellón: Moda Center, Portland, Oregón |  |

| 12 de enero de 2018 | Portland Trail Blazers | 113–119 | New Orleans Pelicans |                                                         |  |
|                     |                        |         |                      |                                                         |  |
|                     |                        | Reporte |                      | Pabellón: Smoothie King Center, Nueva Orleans, Luisiana |  |

| 27 de marzo de 2018 | Portland Trail Blazers | 107–103 | New Orleans Pelicans |                                                         |  |
|                     |                        |         |                      |                                                         |  |
|                     |                        | Reporte |                      | Pabellón: Smoothie King Center, Nueva Orleans, Luisiana |  |

Éste es el primer enfrentamiento en playoffs entre los Trail Blazers y los Pelicans.

#### (4) Oklahoma City Thunder vs. Utah Jazz (5)
| 15 de abril                        | Utah Jazz                                                          | 108–116                               | Oklahoma City Thunder                                                | |  |  |
| 6:30 PM                            | Parciales: 25–25, 23–29, 24–27, 36–35                              | Parciales: 25–25, 23–29, 24–27, 36–35 | Parciales: 25–25, 23–29, 24–27, 36–35                                | |  |  |
|                                    | Estadísticas Donovan Mitchell 27 Donovan Mitchell 10 Ricky Rubio 5 | Reporte Pts Reb Asts                  | Estadísticas Paul George 36 Russell Westbrook 13 Russell Westbrook 8 | Pabellón: Chesapeake Energy Arena, Oklahoma City, Oklahoma Asistencia: 18,203 espectadores Árbitros: Derrick Stafford, David Guthrie, Josh Tiven Televisión: TNT |  |  |
| Oklahoma City lidera la serie, 1–0 |                                                                    |                                       |                                                                      | |  |  |
|                                    |                                                                    |                                       |                                                                      | |  |  |

| 18 de abril         | Utah Jazz                                                        | 102–95                                | Oklahoma City Thunder                                                 | |  |  |
| 8:00 PM             | Parciales: 26–25, 27–21, 21–33, 28–16                            | Parciales: 26–25, 27–21, 21–33, 28–16 | Parciales: 26–25, 27–21, 21–33, 28–16                                 | |  |  |
|                     | Estadísticas Donovan Mitchell 28 Derrick Favors 16 Ricky Rubio 9 | Reporte Pts Reb Asts                  | Estadísticas Russell Westbrook 19 Paul George 10 Russell Westbrook 13 | Pabellón: Chesapeake Energy Arena, Oklahoma City, Oklahoma Asistencia: 18,203 espectadores Árbitros: Ken Mauer, James Williams, Gary Zielinski Televisión: NBA TV |  |  |
| Serie empatada, 1–1 |                                                                  |                                       |                                                                       | |  |  |
|                     |                                                                  |                                       |                                                                       | |  |  |

| 21 de abril               | Oklahoma City Thunder                                                | 102–115                               | Utah Jazz                                                 | |  |  |
| 10:00 PM                  | Parciales: 30–22, 23–36, 22–31, 27–26                                | Parciales: 30–22, 23–36, 22–31, 27–26 | Parciales: 30–22, 23–36, 22–31, 27–26                     | |  |  |
|                           | Estadísticas Paul George 23 Russell Westbrook 11 Russell Westbrook 9 | Reporte Pts Reb Asts                  | Estadísticas Ricky Rubio 26 Rudy Gobert 12 Ricky Rubio 10 | Pabellón: Vivint Smart Home Arena, Salt Lake City, Utah Asistencia: 18,306 espectadores Árbitros: Zach Zarba, Bennie Adams, John Goble Televisión: ESPN |  |  |
| Utah lidera la serie, 2–1 |                                                                      |                                       |                                                           | |  |  |
|                           |                                                                      |                                       |                                                           | |  |  |

| 23 de abril               | Oklahoma City Thunder                                                | 96–113                                | Utah Jazz                                                     | |  |  |
| 10:30 PM                  | Parciales: 30–24, 22–34, 21–32, 23–23                                | Parciales: 30–24, 22–34, 21–32, 23–23 | Parciales: 30–24, 22–34, 21–32, 23–23                         | |  |  |
|                           | Estadísticas Paul George 32 Russell Westbrook 14 Russell Westbrook 3 | Reporte Pts Reb Asts                  | Estadísticas Donovan Mitchell 33 Rudy Gobert 10 Ricky Rubio 8 | Pabellón: Vivint Smart Home Arena, Salt Lake City, Utah Asistencia: 18,306 espectadores Árbitros: Marc Davis, Bill Kennedy, Bill Spooner Televisión: TNT |  |  |
| Utah lidera la serie, 3–1 |                                                                      |                                       |                                                               | |  |  |
|                           |                                                                      |                                       |                                                               | |  |  |

| 25 de abril               | Utah Jazz                                                | 99–107                                | Oklahoma City Thunder                                                      | |  |  |
| 9:30 PM                   | Parciales: 34–29, 22–12, 22–37, 21–29                    | Parciales: 34–29, 22–12, 22–37, 21–29 | Parciales: 34–29, 22–12, 22–37, 21–29                                      | |  |  |
|                           | Estadísticas Jae Crowder 27 Ricky Rubio 12 Ricky Rubio 7 | Reporte Pts Reb Asts                  | Estadísticas Russell Westbrook 45 Russell Westbrook 15 Russell Westbrook 7 | Pabellón: Chesapeake Energy Arena, Oklahoma City, Oklahoma Asistencia: 18,203 espectadores Árbitros: Ed Malloy, Kane Fitzgerald, Tom Washington Televisión: NBA TV |  |  |
| Utah lidera la serie, 3–2 |                                                          |                                       |                                                                            | |  |  |
|                           |                                                          |                                       |                                                                            | |  |  |

| 27 de abril             | Oklahoma City Thunder                                           | 91–96                                 | Utah Jazz                                                    | |  |  |
| 10:30 PM                | Parciales: 22–18, 19–23, 29–37, 21–18                           | Parciales: 22–18, 19–23, 29–37, 21–18 | Parciales: 22–18, 19–23, 29–37, 21–18                        | |  |  |
|                         | Estadísticas Russell Westbrook 46 Steven Adams 16 Paul George 8 | Reporte Pts Reb Asts                  | Estadísticas Donovan Mitchell 38 Rudy Gobert 13 Joe Ingles 5 | Pabellón: Vivint Smart Home Arena, Salt Lake City, Utah Asistencia: 18,306 espectadores Árbitros: Scott Foster, Ron Garretson, Eric Lewis Televisión: ESPN |  |  |
| Utah gana la serie, 4–2 |                                                                 |                                       |                                                              | |  |  |
|                         |                                                                 |                                       |                                                              | |  |  |

| 21 de octubre de 2017 | Oklahoma City Thunder | 87–96   | Utah Jazz |                                                         |  |
|                       |                       |         |           |                                                         |  |
|                       |                       | Reporte |           | Pabellón: Vivint Smart Home Arena, Salt Lake City, Utah |  |

| 5 de diciembre de 2017 | Utah Jazz | 94–100  | Oklahoma City Thunder |                                                            |  |
|                        |           |         |                       |                                                            |  |
|                        |           | Reporte |                       | Pabellón: Chesapeake Energy Arena, Oklahoma City, Oklahoma |  |

| 20 de diciembre de 2017 | Utah Jazz | 79–107  | Oklahoma City Thunder |                                                            |  |
|                         |           |         |                       |                                                            |  |
|                         |           | Reporte |                       | Pabellón: Chesapeake Energy Arena, Oklahoma City, Oklahoma |  |

| 23 de diciembre de 2017 | Oklahoma City Thunder | 103–89  | Utah Jazz |                                                         |  |
|                         |                       |         |           |                                                         |  |
|                         |                       | Reporte |           | Pabellón: Vivint Smart Home Arena, Salt Lake City, Utah |  |

Esta es la quinta ocasión en la que las franquicias de SuperSonics/Thunder y los Jazz se enfrentan, pero la primera desde que los Seattle SuperSonics fueran recolocados en Oklahoma City y se convirtieran en los Thunder en 2008. Ambos equipos cuentan con dos victorias.
| 1992 | Seattle SuperSonics | 1–4 | Utah Jazz |                                              |
|      |                     |     |           |                                              |
|      |                     |     |           | Pabellón: Semifinales Conferencia Oeste 1992 |

| 1993 | Seattle SuperSonics | 3–2 | Utah Jazz |                                            |
|      |                     |     |           |                                            |
|      |                     |     |           | Pabellón: 1.ª ronda Conferencia Oeste 1993 |

| 1996 | Seattle SuperSonics | 4–3 | Utah Jazz |                                          |
|      |                     |     |           |                                          |
|      |                     |     |           | Pabellón: Finales Conferencia Oeste 1996 |

| 2000 | Seattle SuperSonics | 2–3 | Utah Jazz |                                            |
|      |                     |     |           |                                            |
|      |                     |     |           | Pabellón: 1.ª ronda Conferencia Oeste 2000 |

### Semifinales de Conferencia

#### (1) Houston Rockets vs. Utah Jazz (5)
| 29 de abril                  | Utah Jazz                                                                            | 96–110                                | Houston Rockets                                             | |  |  |
| 3:30 PM                      | Parciales: 21–34, 18–30, 29–22, 28–24                                                | Parciales: 21–34, 18–30, 29–22, 28–24 | Parciales: 21–34, 18–30, 29–22, 28–24                       | |  |  |
|                              | Estadísticas Crowder, Mitchell 21 cada uno Rudy Gobert 9 Ingles, Mitchell 5 cada uno | Reporte Pts Reb Asts                  | Estadísticas James Harden 41 Clint Capela 12 James Harden 7 | Pabellón: Toyota Center, Houston, Texas Asistencia: 18,055 espectadores Árbitros: James Capers, Tom Washington, Zach Zarba Televisión: ABC |  |  |
| Houston lidera la serie, 1–0 |                                                                                      |                                       |                                                             | |  |  |
|                              |                                                                                      |                                       |                                                             | |  |  |

| 2 de mayo           | Utah Jazz                                                     | 116–108                               | Houston Rockets                                              | |  |  |
| 8:00 PM             | Parciales: 36–28, 28–27, 22–30, 30–23                         | Parciales: 36–28, 28–27, 22–30, 30–23 | Parciales: 36–28, 28–27, 22–30, 30–23                        | |  |  |
|                     | Estadísticas Joe Ingles 27 Rudy Gobert 14 Donovan Mitchell 11 | Reporte Pts Reb Asts                  | Estadísticas James Harden 32 Clint Capela 11 James Harden 11 | Pabellón: Toyota Center, Houston, Texas Asistencia: 18,055 espectadores Árbitros: Scott Foster, Bennie Adams, Tony Brothers Televisión: TNT |  |  |
| Serie empatada, 1–1 |                                                               |                                       |                                                              | |  |  |
|                     |                                                               |                                       |                                                              | |  |  |

| 4 de mayo                    | Houston Rockets                                                        | 113–92                                | Utah Jazz                                               | |  |  |
| 10:30 PM                     | Parciales: 39–22, 31–18, 23–25, 20–27                                  | Parciales: 39–22, 31–18, 23–25, 20–27 | Parciales: 39–22, 31–18, 23–25, 20–27                   | |  |  |
|                              | Estadísticas Gordon, Harden 25 cada uno Clint Capela 8 James Harden 12 | Reporte Pts Reb Asts                  | Estadísticas Royce O'Neale 17 Rudy Gobert 9 Raul Neto 4 | Pabellón: Vivint Smart Home Arena, Salt Lake City, Utah Asistencia: 18,306 espectadores Árbitros: Marc Davis, Ron Garretson, Ed Malloy Televisión: ESPN |  |  |
| Houston lidera la serie, 2–1 |                                                                        |                                       |                                                         | |  |  |
|                              |                                                                        |                                       |                                                         | |  |  |

| 6 de mayo                    | Houston Rockets                                         | 100–87                                | Utah Jazz                                                    | |  |  |
| 8:00 PM                      | Parciales: 30–23, 28–25, 21–17, 21–22                   | Parciales: 30–23, 28–25, 21–17, 21–22 | Parciales: 30–23, 28–25, 21–17, 21–22                        | |  |  |
|                              | Estadísticas Chris Paul 27 Clint Capela 15 Chris Paul 6 | Reporte Pts Reb Asts                  | Estadísticas Donovan Mitchell 25 Rudy Gobert 10 Joe Ingles 4 | Pabellón: Vivint Smart Home Arena, Salt Lake City, Utah Asistencia: 18,306 espectadores Árbitros: Ken Mauer, Bill Kennedy, James Williams Televisión: TNT |  |  |
| Houston lidera la serie, 3–1 |                                                         |                                       |                                                              | |  |  |
|                              |                                                         |                                       |                                                              | |  |  |

| 8 de mayo                  | Utah Jazz                                                         | 102–112                               | Houston Rockets                                       | |  |  |
| 8:00 PM                    | Parciales: 16–21, 30–33, 32–21, 24–37                             | Parciales: 16–21, 30–33, 32–21, 24–37 | Parciales: 16–21, 30–33, 32–21, 24–37                 | |  |  |
|                            | Estadísticas Donovan Mitchell 24 Rudy Gobert 9 Donovan Mitchell 9 | Reporte Pts Reb Asts                  | Estadísticas Chris Paul 41 Chris Paul 7 Chris Paul 10 | Pabellón: Toyota Center, Houston, Texas Asistencia: 18,055 espectadores Árbitros: Mike Callahan, John Goble, Eric Lewis Televisión: TNT |  |  |
| Houston gana la serie, 4–1 |                                                                   |                                       |                                                       | |  |  |
|                            |                                                                   |                                       |                                                       | |  |  |

| 5 de noviembre de 2017 | Utah Jazz | 110–137 | Houston Rockets |                                         |  |
|                        |           |         |                 |                                         |  |
|                        |           | Reporte |                 | Pabellón: Toyota Center, Houston, Texas |  |

| 7 de diciembre de 2017 | Houston Rockets | 112–101 | Utah Jazz |                                                         |  |
|                        |                 |         |           |                                                         |  |
|                        |                 | Reporte |           | Pabellón: Vivint Smart Home Arena, Salt Lake City, Utah |  |

| 18 de diciembre de 2017 | Utah Jazz | 99–120  | Houston Rockets |                                         |  |
|                         |           |         |                 |                                         |  |
|                         |           | Reporte |                 | Pabellón: Toyota Center, Houston, Texas |  |

| 26 de febrero de 2018 | Houston Rockets | 96–85   | Utah Jazz |                                                         |  |
|                       |                 |         |           |                                                         |  |
|                       |                 | Reporte |           | Pabellón: Vivint Smart Home Arena, Salt Lake City, Utah |  |

Esta es la octava ocasión en que se enfrentan estos equipos en playoffs, teniendo la ventaja los Jazz quienes se impusieron en cinco de siete partidos.
| 1985 | Houston Rockets | 2–3 | Utah Jazz |                                            |
|      |                 |     |           |                                            |
|      |                 |     |           | Pabellón: 1.ª ronda Conferencia Oeste 1985 |

| 1994 | Houston Rockets | 4–1 | Utah Jazz |                                          |
|      |                 |     |           |                                          |
|      |                 |     |           | Pabellón: Finales Conferencia Oeste 1994 |

| 1995 | Houston Rockets | 3–2 | Utah Jazz |                                            |
|      |                 |     |           |                                            |
|      |                 |     |           | Pabellón: 1.ª ronda Conferencia Oeste 1995 |

| 1997 | Houston Rockets | 2–4 | Utah Jazz |                                          |
|      |                 |     |           |                                          |
|      |                 |     |           | Pabellón: Finales Conferencia Oeste 1997 |

| 1998 | Houston Rockets | 2–3 | Utah Jazz |                                            |
|      |                 |     |           |                                            |
|      |                 |     |           | Pabellón: 1.ª ronda Conferencia Oeste 1998 |

| 2007 | Houston Rockets | 3–4 | Utah Jazz |                                            |
|      |                 |     |           |                                            |
|      |                 |     |           | Pabellón: 1.ª ronda Conferencia Oeste 2007 |

| 2008 | Houston Rockets | 2–4 | Utah Jazz |                                            |
|      |                 |     |           |                                            |
|      |                 |     |           | Pabellón: 1.ª ronda Conferencia Oeste 2008 |

#### (2) Golden State Warriors vs. New Orleans Pelicans (6)
| 28 de abril                       | New Orleans Pelicans                                          | 101–123                               | Golden State Warriors                                             | |  |  |
| 10:30 PM                          | Parciales: 34–35, 21–41, 19–27, 27–20                         | Parciales: 34–35, 21–41, 19–27, 27–20 | Parciales: 34–35, 21–41, 19–27, 27–20                             | |  |  |
|                                   | Estadísticas Anthony Davis 21 Anthony Davis 10 Rajon Rondo 11 | Reporte Pts Reb Asts                  | Estadísticas Klay Thompson 27 Draymond Green 15 Draymond Green 11 | Pabellón: Oracle Arena, Oakland, California Asistencia: 19,596 espectadores Árbitros: Ken Mauer, Bill Kennedy, James Williams Televisión: TNT |  |  |
| Golden State lidera la serie, 1–0 |                                                               |                                       |                                                                   | |  |  |
|                                   |                                                               |                                       |                                                                   | |  |  |

| 1 de mayo                         | New Orleans Pelicans                                          | 116–121                               | Golden State Warriors                                           | |  |  |
| 10:30 PM                          | Parciales: 29–27, 26–31, 31–30, 30–33                         | Parciales: 29–27, 26–31, 31–30, 30–33 | Parciales: 29–27, 26–31, 31–30, 30–33                           | |  |  |
|                                   | Estadísticas Anthony Davis 25 Anthony Davis 15 Rajon Rondo 12 | Reporte Pts Reb Asts                  | Estadísticas Kevin Durant 29 Draymond Green 9 Draymond Green 12 | Pabellón: Oracle Arena, Oakland, California Asistencia: 19,596 espectadores Árbitros: Mike Callahan, Jason Phillips, Sean Wright Televisión: TNT |  |  |
| Golden State lidera la serie, 2–0 |                                                               |                                       |                                                                 | |  |  |
|                                   |                                                               |                                       |                                                                 | |  |  |

| 4 de mayo                         | Golden State Warriors                                            | 100–119                               | New Orleans Pelicans                                          | |  |  |
| 8:00 PM                           | Parciales: 21–30, 35–32, 19–30, 25–27                            | Parciales: 21–30, 35–32, 19–30, 25–27 | Parciales: 21–30, 35–32, 19–30, 25–27                         | |  |  |
|                                   | Estadísticas Klay Thompson 26 Draymond Green 12 Draymond Green 9 | Reporte Pts Reb Asts                  | Estadísticas Anthony Davis 33 Anthony Davis 18 Rajon Rondo 21 | Pabellón: Smoothie King Center, Nueva Orleans, Luisiana Asistencia: 18,551 espectadores Árbitros: Scott Foster, Mark Ayotte, Eric Lewis Televisión: ESPN |  |  |
| Golden State lidera la serie, 2–1 |                                                                  |                                       |                                                               | |  |  |
|                                   |                                                                  |                                       |                                                               | |  |  |

| 6 de mayo                         | Golden State Warriors                                                  | 118–92                                | New Orleans Pelicans                                         | |  |  |
| 3:30 PM                           | Parciales: 37–22, 24–32, 33–19, 24–19                                  | Parciales: 37–22, 24–32, 33–19, 24–19 | Parciales: 37–22, 24–32, 33–19, 24–19                        | |  |  |
|                                   | Estadísticas Kevin Durant 38 Durant, Green 9 cada uno Draymond Green 9 | Reporte Pts Reb Asts                  | Estadísticas Anthony Davis 26 Anthony Davis 12 Rajon Rondo 6 | Pabellón: Smoothie King Center, Nueva Orleans, Luisiana Asistencia: 18,513 espectadores Árbitros: James Capers, Tom Washington, Zach Zarba Televisión: ABC |  |  |
| Golden State lidera la serie, 3–1 |                                                                        |                                       |                                                              | |  |  |
|                                   |                                                                        |                                       |                                                              | |  |  |

| 8 de mayo                       | New Orleans Pelicans                                           | 104–113                               | Golden State Warriors                                            | |  |  |
| 10:30 PM                        | Parciales: 26–32, 30–27, 19–36, 29–18                          | Parciales: 26–32, 30–27, 19–36, 29–18 | Parciales: 26–32, 30–27, 19–36, 29–18                            | |  |  |
|                                 | Estadísticas Anthony Davis 34 Anthony Davis 19 Jrue Holiday 11 | Reporte Pts Reb Asts                  | Estadísticas Stephen Curry 28 Draymond Green 14 Draymond Green 9 | Pabellón: Oracle Arena, Oakland, California Asistencia: 19,596 espectadores Árbitros: Derrick Stafford, Ed Malloy, Josh Tiven Televisión: TNT |  |  |
| Golden State gana la serie, 4–1 |                                                                |                                       |                                                                  | |  |  |
|                                 |                                                                |                                       |                                                                  | |  |  |

| 20 de octubre de 2017 | Golden State Warriors | 128–120 | New Orleans Pelicans |                                                         |  |
|                       |                       |         |                      |                                                         |  |
|                       |                       | Reporte |                      | Pabellón: Smoothie King Center, Nueva Orleans, Luisiana |  |

| 25 de noviembre de 2017 | New Orleans Pelicans | 95–110  | Golden State Warriors |                                             |  |
|                         |                      |         |                       |                                             |  |
|                         |                      | Reporte |                       | Pabellón: Oracle Arena, Oakland, California |  |

| 4 de diciembre de 2017 | Golden State Warriors | 125–115 | New Orleans Pelicans |                                                         |  |
|                        |                       |         |                      |                                                         |  |
|                        |                       | Reporte |                      | Pabellón: Smoothie King Center, Nueva Orleans, Luisiana |  |

| 7 de abril de 2018 | New Orleans Pelicans | 126–120 | Golden State Warriors |                                             |  |
|                    |                      |         |                       |                                             |  |
|                    |                      | Reporte |                       | Pabellón: Oracle Arena, Oakland, California |  |

Esta es la segunda ocasión en que se enfrentan estos equipos en playoffs, siendo los Warriors los que se impusieron en el primer encuentro.
| \| 2015 \| New Orleans Pelicans \| 0–4 \| Golden State Warriors \| \| \| \| \| \| \| \| \| \| \| \| \| Pabellón: 1.ª ronda Conferencia Oeste 2015 \| |                      |     |                       |                                            |
| 2015 | New Orleans Pelicans | 0–4 | Golden State Warriors |                                            |
| |                      |     |                       |                                            |
| |                      |     |                       | Pabellón: 1.ª ronda Conferencia Oeste 2015 |

### Finales de Conferencia: (1) Houston Rockets vs. Golden State Warriors (2)
| 14 de mayo                        | Golden State Warriors                                          | 119–106                               | Houston Rockets                                           | |  |  |
| 9:00 p. m.                        | Parciales: 29–30, 27–26, 31–24, 32–26                          | Parciales: 29–30, 27–26, 31–24, 32–26 | Parciales: 29–30, 27–26, 31–24, 32–26                     | |  |  |
|                                   | Estadísticas Kevin Durant 37 Draymond Green 9 Draymond Green 9 | Reporte Pts Reb Asts                  | Estadísticas James Harden 41 Chris Paul 11 James Harden 7 | Pabellón: Toyota Center, Houston, Texas Asistencia: 18,055 espectadores Árbitros: Scott Foster, Tony Brothers, Tom Washington Televisión: TNT |  |  |
| Golden State lidera la serie, 1–0 |                                                                |                                       |                                                           | |  |  |
|                                   |                                                                |                                       |                                                           | |  |  |

| 16 de mayo          | Golden State Warriors                                        | 105–127                               | Houston Rockets                                                                           | |  |  |
| 9:00 p. m.          | Parciales: 21–26, 29–38, 29–31, 26–32                        | Parciales: 21–26, 29–38, 29–31, 26–32 | Parciales: 21–26, 29–38, 29–31, 26–32                                                     | |  |  |
|                     | Estadísticas Kevin Durant 38 Stephen Curry 7 Stephen Curry 7 | Reporte Pts Reb Asts                  | Estadísticas Gordon, Harden 27 cada uno Capela, Harden 10 cada uno Ariza, Paul 6 cada uno | Pabellón: Toyota Center, Houston, Texas Asistencia: 18,119 espectadores Árbitros: Ken Mauer, David Guthrie, Ed Malloy Televisión: TNT |  |  |
| Serie empatada, 1–1 |                                                              |                                       |                                                                                           | |  |  |
|                     |                                                              |                                       |                                                                                           | |  |  |

| 20 de mayo                        | Houston Rockets                                           | 85–126                                | Golden State Warriors                                                    | |  |  |
| 8:00 p. m.                        | Parciales: 22–31, 21–23, 24–34, 18–38                     | Parciales: 22–31, 21–23, 24–34, 18–38 | Parciales: 22–31, 21–23, 24–34, 18–38                                    | |  |  |
|                                   | Estadísticas James Harden 20 Chris Paul 10 James Harden 9 | Reporte Pts Reb Asts                  | Estadísticas Stephen Curry 35 Draymond Green 17 Durant, Green 6 cada uno | Pabellón: Oracle Arena, Oakland, California Asistencia: 19,596 espectadores Árbitros: Marc Davis, Sean Corbin, Jason Phillips Televisión: TNT |  |  |
| Golden State lidera la serie, 2–1 |                                                           |                                       |                                                                          | |  |  |
|                                   |                                                           |                                       |                                                                          | |  |  |

| 22 de mayo          | Houston Rockets                                                     | 95–92                                 | Golden State Warriors                                            | |  |  |
| 9:00 p. m.          | Parciales: 19–28, 34–18, 17–34, 25–12                               | Parciales: 19–28, 34–18, 17–34, 25–12 | Parciales: 19–28, 34–18, 17–34, 25–12                            | |  |  |
|                     | Estadísticas James Harden 30 P.J. Tucker 16 Harden, Paul 4 cada uno | Reporte Pts Reb Asts                  | Estadísticas Stephen Curry 28 Draymond Green 13 Draymond Green 8 | Pabellón: Oracle Arena, Oakland, California Asistencia: 19,596 espectadores Árbitros: Mike Callahan, Kane Fitzgerald, Derrick Stafford Televisión: TNT |  |  |
| Serie empatada, 2–2 |                                                                     |                                       |                                                                  | |  |  |
|                     |                                                                     |                                       |                                                                  | |  |  |

| 24 de mayo                   | Golden State Warriors                                          | 94–98                                 | Houston Rockets                                          | |  |  |
| 9:00 p. m.                   | Parciales: 17–23, 28–22, 27–26, 22–27                          | Parciales: 17–23, 28–22, 27–26, 22–27 | Parciales: 17–23, 28–22, 27–26, 22–27                    | |  |  |
|                              | Estadísticas Kevin Durant 29 Draymond Green 15 Stephen Curry 6 | Reporte Pts Reb Asts                  | Estadísticas Eric Gordon 24 Clint Capela 14 Chris Paul 6 | Pabellón: Toyota Center, Houston, Texas Asistencia: 18,104 espectadores Árbitros: James Capers, Eric Lewis, Zach Zarba Televisión: TNT |  |  |
| Houston lidera la serie, 3–2 |                                                                |                                       |                                                          | |  |  |
|                              |                                                                |                                       |                                                          | |  |  |

| 26 de mayo          | Houston Rockets                                             | 86–115                               | Golden State Warriors                                            | |  |  |
| 9:00 p. m.          | Parciales: 39–22, 22–29, 16–33, 9–31                        | Parciales: 39–22, 22–29, 16–33, 9–31 | Parciales: 39–22, 22–29, 16–33, 9–31                             | |  |  |
|                     | Estadísticas James Harden 32 Clint Capela 15 James Harden 9 | Reporte Pts Reb Asts                 | Estadísticas Klay Thompson 35 Draymond Green 10 Draymond Green 9 | Pabellón: Oracle Arena, Oakland, California Asistencia: 19,596 espectadores Árbitros: Ken Mauer, David Guthrie, Ed Malloy Televisión: TNT |  |  |
| Serie empatada, 3–3 |                                                             |                                      |                                                                  | |  |  |
|                     |                                                             |                                      |                                                                  | |  |  |

| 28 de mayo                      | Golden State Warriors                                           | 101–92                                | Houston Rockets                                                       | |  |  |
| 9:00 p. m.                      | Parciales: 19–24, 24–30, 33–15, 25–23                           | Parciales: 19–24, 24–30, 33–15, 25–23 | Parciales: 19–24, 24–30, 33–15, 25–23                                 | |  |  |
|                                 | Estadísticas Kevin Durant 34 Draymond Green 13 Stephen Curry 10 | Reporte Pts Reb Asts                  | Estadísticas James Harden 32 P.J. Tucker 12 Gordon, Harden 6 cada uno | Pabellón: Toyota Center, Houston, Texas Asistencia: 18,055 espectadores Árbitros: Scott Foster, Mike Callahan, Derrick Stafford Televisión: TNT |  |  |
| Golden State gana la serie, 4–3 |                                                                 |                                       |                                                                       | |  |  |
|                                 |                                                                 |                                       |                                                                       | |  |  |

| 17 de octubre de 2017 | Houston Rockets | 122–121 | Golden State Warriors |                                             |  |
|                       |                 |         |                       |                                             |  |
|                       |                 | Reporte |                       | Pabellón: Oracle Arena, Oakland, California |  |

| 4 de enero de 2018 | Golden State Warriors | 124–114 | Houston Rockets |                                         |  |
|                    |                       |         |                 |                                         |  |
|                    |                       | Reporte |                 | Pabellón: Toyota Center, Houston, Texas |  |

| 20 de enero de 2018 | Golden State Warriors | 108–116 | Houston Rockets |                                         |  |
|                     |                       |         |                 |                                         |  |
|                     |                       | Reporte |                 | Pabellón: Toyota Center, Houston, Texas |  |

Esta es la tercera ocasión en que se enfrentan estos equipos en playoffs, los Warriors han ganado todos los enfrentamientos.
| 2015 | Golden State Warriors | 4–1 | Houston Rockets |                                          |
|      |                       |     |                 |                                          |
|      |                       |     |                 | Pabellón: Finales Conferencia Oeste 2015 |

| 2016 | Golden State Warriors | 4–1 | Houston Rockets |                                            |
|      |                       |     |                 |                                            |
|      |                       |     |                 | Pabellón: 1.ª ronda Conferencia Oeste 2016 |

## Finales de la NBA: (O2) Golden State Warriors vs. Cleveland Cavaliers (E4)
| 31 de mayo                       | Cleveland Cavaliers                                       | 114–124              | Golden State Warriors                                                    | |  |  |
|                                  | Parciales: 30–29, 26–27, 22–28, 29–23 (T.E.: 7–17)        |                      |                                                                          | |  |  |
|                                  | Estadísticas LeBron James 51 Kevin Love 13 LeBron James 8 | Reporte Pts Reb Asts | Estadísticas Stephen Curry 29 Draymond Green 11 Curry y Green 9 cada uno | Pabellón: Oracle Arena, Oakland, California Asistencia: 19.596 espectadores Árbitros: Ken Mauer, Tony Brothers, Ed Malloy Televisión: ABC |  |  |
| Golden State lidera la serie 1–0 |                                                           |                      |                                                                          | |  |  |
|                                  |                                                           |                      |                                                                          | |  |  |

| 3 de junio                       | Cleveland Cavaliers                                        | 103–122              | Golden State Warriors                                        | |  |  |
|                                  | Parciales: 28–32, 18–27, 34–31, 23–32                      |                      |                                                              | |  |  |
|                                  | Estadísticas LeBron James 29 Kevin Love 10 LeBron James 13 | Reporte Pts Reb Asts | Estadísticas Stephen Curry 33 Kevin Durant 9 Stephen Curry 8 | Pabellón: Oracle Arena, Oakland, California Asistencia: 19.596 espectadores Árbitros: Mike Callahan, David Guthrie, Derrick Stafford Televisión: ABC |  |  |
| Golden State lidera la serie 2–0 |                                                            |                      |                                                              | |  |  |
|                                  |                                                            |                      |                                                              | |  |  |

| 6 de junio                       | Golden State Warriors                                         | 110–102              | Cleveland Cavaliers                                        | |  |  |
|                                  | Parciales: 28–29, 24–29, 31–23, 27–21                         |                      |                                                            | |  |  |
|                                  | Estadísticas Kevin Durant 43 Kevin Durant 13 Draymond Green 9 | Reporte Pts Reb Asts | Estadísticas LeBron James 33 Kevin Love 13 LeBron James 11 | Pabellón: Quicken Loans Arena, Cleveland, Ohio Asistencia: 20,562 espectadores Árbitros: Marc Davis, John Goble, Zach Zarba Televisión: ABC |  |  |
| Golden State lidera la serie 3–0 |                                                               |                      |                                                            | |  |  |
|                                  |                                                               |                      |                                                            | |  |  |

| 8 de junio                     | Golden State Warriors                                         | 108–85               | Cleveland Cavaliers                                      | |  |  |
|                                | Parciales: 34–25, 27–27, 25–13, 22–20                         |                      |                                                          | |  |  |
|                                | Estadísticas Stephen Curry 37 Kevin Durant 12 Kevin Durant 10 | Reporte Pts Reb Asts | Estadísticas LeBron James 23 Kevin Love 9 LeBron James 8 | Pabellón: Quicken Loans Arena, Cleveland, Ohio Asistencia: 20,562 espectadores Árbitros: Scott Foster, James Capers, Jason Phillips Televisión: ABC |  |  |
| Golden State gana la serie 4–0 |                                                               |                      |                                                          | |  |  |
|                                |                                                               |                      |                                                          | |  |  |

| 25 de diciembre de 2017 | Cleveland Cavaliers | 92–99   | Golden State Warriors |                                             |  |
|                         |                     |         |                       |                                             |  |
|                         |                     | Reporte |                       | Pabellón: Oracle Arena, Oakland, California |  |

| 15 de enero de 2018 | Golden State Warriors | 118–108 | Cleveland Cavaliers |                                                |  |
|                     |                       |         |                     |                                                |  |
|                     |                       | Reporte |                     | Pabellón: Quicken Loans Arena, Cleveland, Ohio |  |

Esta es la cuarta ocasión en que se enfrentan estos equipos en las finales de la NBA, los Warriors han ganado dos enfrentamientos.
| 2015 | Golden State Warriors | 4–2 | Cleveland Cavaliers |                                     |
|      |                       |     |                     |                                     |
|      |                       |     |                     | Pabellón: Finales de la NBA de 2015 |

| 2016 | Golden State Warriors | 3–4 | Cleveland Cavaliers |                                     |
|      |                       |     |                     |                                     |
|      |                       |     |                     | Pabellón: Finales de la NBA de 2016 |

| 2017 | Cleveland Cavaliers | 1–4 | Golden State Warriors |                                     |
|      |                     |     |                       |                                     |
|      |                     |     |                       | Pabellón: Finales de la NBA de 2017 |

## Estadísticas
| Categoría   | Máximo                   | Máximo                          | Máximo | Promedio (mín. 4 partidos) | Promedio (mín. 4 partidos) | Promedio (mín. 4 partidos) | Promedio (mín. 4 partidos) |
| Categoría   | Jugador                  | Equipo                          | Máx.   | Jugador                    | Equipo                     | Media                      | Part.                      |
| ----------- | ------------------------ | ------------------------------- | ------ | -------------------------- | -------------------------- | -------------------------- | -------------------------- |
| Puntos      | LeBron James             | Cleveland Cavaliers             | 51     | LeBron James               | Cleveland Cavaliers        | 34.0                       | 22                         |
| Rebotes     | Jonas Valančiūnas        | Toronto Raptors                 | 21     | Karl-Anthony Towns         | Minnesota Timberwolves     | 13.4                       | 5                          |
| Asistencias | Rajon Rondo              | New Orleans Pelicans            | 21     | Rajon Rondo                | New Orleans Pelicans       | 12.2                       | 9                          |
| Robos       | Josh Richardson          | Miami Heat                      | 7      | Victor Oladipo             | Indiana Pacers             | 2.43                       | 7                          |
| Tapones     | John Henson Clint Capela | Milwaukee Bucks Houston Rockets | 6      | Anthony Davis              | New Orleans Pelicans       | 2.33                       | 9                          |